# Ambulants

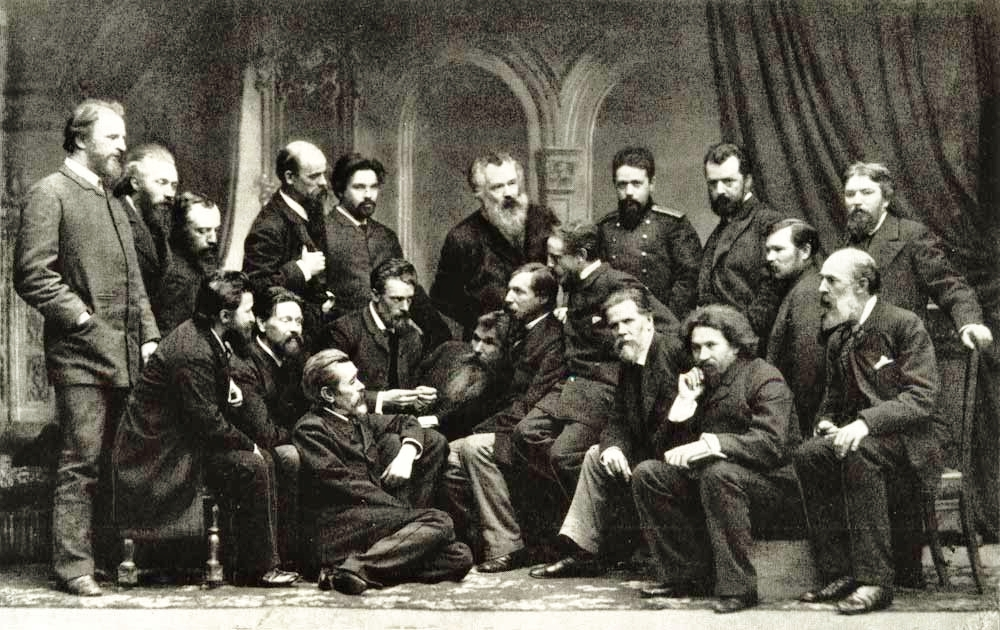
Membres des Ambulants en 1886. Assis, de gauche à droite : Sergueï Ammossov, Aleksandre Kisseliov, Nikolaï Nevrev, Vladimir Makovski, Aleksandre Litovtchenko, Illarion Prianichnikov, Kirill Lemokh, Ivan Kramskoï, Ilia Répine, Ivanov, employé des Ambulants, Nikolaï Makovski. Debout, de gauche à droite: Grigori Miassoïedov, Constantin Savitski, Vassili Polenov, Efim Volkov, Vassili Sourikov, Ivan Chichkine, Nikolaï Iarochenko, Pavel Brioullov,.

Les Ambulants ou Itinérants (en russe : передвижники, peredvijniki) est le terme donné au mouvement réaliste apparu en Russie en 1863 et qui exista jusqu'aux années 1890, en réaction contre l'enseignement, les sujets et les méthodes de l'Académie russe des Beaux-Arts de Saint-Pétersbourg. C'est le premier groupement de peintres réalistes russes de la seconde moitié du XIXe et du début du XXe siècle. Il organisa encore des expositions jusqu'en 1923.

## Historique
C'est sous la forme de l'Artel des artistes, fondé par Ivan Kramskoï, que débuta ce mouvement en 1863. Un groupe de quatorze étudiants quitte l'Académie impériale des beaux-arts, trouvant ses règles trop contraignantes, et les professeurs trop conservateurs. L'artel deviendra la Société des expositions artistiques ambulantes en 1870.

### Artel des artistes
Le 9 novembre 1863, l'Académie des Beaux-Arts de Saint-Pétersbourg propose comme sujet de concours de fin d'étude Un banquet au Valhalla. Un groupe de quatorze candidats, emmenés par Kramskoï, n'accepte pas ce thème et refuse de concourir pour la médaille d'or et le voyage d'étude en Europe qui est offert au vainqueur. Comme c'était par l'Académie que passaient toutes les commandes officielles, les jeunes étudiants doivent constituer un artel pour subvenir à leurs besoins. Il est organisé sur le mode des phalanstères de Charles Fourier. C'est le roman Que faire ? de Tchernychevski qui avait mis ce genre d'association à la mode. Elles étaient constituées de jeunes, qui quittaient leur milieu, partageaient ce qu'ils possédaient et abolissaient entre eux les différences sociales.
L'artel, un des premiers du genre, accepte toutes les commandes : icônes, peintures, illustrations de journaux. Chaque membre doit restituer à une caisse commune 25 % sur les gains obtenus par des commandes passées par l'artel et 10 % sur ses commandes personnelles. Cette participation permet de couvrir les frais tels que les loyers ou la publicité. Le critique Vladimir Stassov les encourage et restera toujours un compagnon de lutte. Il aspire, en effet, à la création d'un mouvement artistique de caractère national en opposition avec l'académisme régnant. Le marchand moscovite Pavel Tretiakov, mécène cultivé, rassemble chez lui les meilleures toiles des jeunes de l'artel.
L'existence de cet artel est difficile, mais elle dure six années. Les commandes ne sont pas suffisantes. Seules celles pour les églises sont bien payées, mais elles limitent les aspirations des artistes à leurs sujets uniquement religieux. Kramskoï est tout entier à la cause de l'artel, mais d'un tempérament austère et entier qui crée des malentendus et des discordes. L'artel se dissout en 1870, à cause de ce climat d'incompréhension entre ses membres.

### Société des expositions artistiques ambulantes
La Société des expositions artistiques ambulantes lui fait suite, à Moscou, après cette dissolution. Mais elle n'a plus le caractère communautaire de l'artel. Vassili Perov, Grigori Miassoïedov, Illarion Prianichnikov, Vladimir Makovski et Alexeï Savrassov prennent cette initiative de sa création, grâce à l'aide financière de Tretiakov, en novembre 1870. Les peintres de l'ancien artel de Saint-Pétersbourg se joignent ensuite à eux, dont Ivan Kramskoï. On retrouve encore parmi eux Ivan Chichkine, et un propagandiste des idées religieuses de Léon Tolstoï, Nikolaï Gay. Le but de cette société est double : décentraliser la vie artistique hors des deux capitales russes et, par ailleurs, propager l'art dans tout l'Empire grâce à son contenu humanitaire. Ils circulent dans toutes les grandes villes, d'où le nom d'Ambulants.
Le 29 novembre 1871, la première exposition est organisée à Saint-Pétersbourg. Elle obtient un succès qui assura leur popularité. L'association comptera en tout 109 membres actifs et 440 participants. De 1871 à 1923, la société organise 48 expositions à Saint-Pétersbourg et à Moscou, qui sont montrées ensuite à Kiev, Kharkov, Kazan, Orel, Riga, Odessa et dans d'autres villes.
Les Ambulants veillent à leur indépendance et ne reçoivent pas d'aide de l'État.

## Projet
C'est Ivan Kramskoï (1837-1887) qui est le véritable théoricien du groupe. Sa conception de l'art reprend des idées de Nikolaï Tchernychevski, qui lui-même était influencé par Ludwig Feuerbach. Pour Tchernychevski, l'art doit interpréter la réalité, l'expliquer. Son but est de contribuer au bonheur de l'homme en lui révélant le sens de sa vie. Dans cette vision utilitaire, le contenu de l'œuvre est plus important que sa forme. Sans aller jusqu'à des conclusions extrêmes ou révolutionnaires, comme celles, par exemple, d'un Varfolomeï Zaïtsev, épigone du réalisme populaire, les Ambulants pensent aussi que l'art doit être au service du peuple.

### Rejet de l'idéalisme esthétique
Kramskoï pense qu'il est indispensable de ne pas se laisser prendre par les artifices de la beauté pure et qu'il faut mettre dans l'art un sens idéologique. L'exemple grec lui fait considérer que dès qu'il cesse d'être guidé par les idéaux de la religion, il dégénère et devient maniéré, puis s'éteint. C'est aussi ce qui s'est passé, selon lui, à l'époque de la Renaissance en Italie puis aux Pays-Bas. Pour les Ambulants, l'artiste ne doit pas créer des œuvres vidées de contenu social.

### Rejet de la routine académique
La routine académique est aussi sujet d'indignation pour Kramskoï. Il n'hésite pas à invoquer Proudhon qui voulait la fermeture des académies et l'ouverture d'écoles libres. Il faut détruire l'Académie pour sauver l'art. Il se réfère encore à l'art grec, dont il pense qu'il s'était formé spontanément. La remise en cause de l'enseignement académique offre, pour Kramskoï, la possibilité d'échapper au conformisme dans lequel l'art se trouve au milieu du XIXe siècle.

### Rejet des influences étrangères
L'Académie se plaisait à la répétition des modèles nés avec la Renaissance. Les Ambulants n'ont pas la prétention de rejeter les idéaux du passé, mais refusent de les reproduire, parce que chaque mouvement artistique est le propre d'une époque donnée. Le critique Stassov s'incline devant l'art de Goya, Ivan Kramskoï s'exalte pour celui de Vélasquez. Mais au nom du réalisme, les Ambulants restent imperméables aux différents courants de la peinture occidentale héritiers de la Renaissance. Kramskoï, qui visite le Salon de Paris en 1876, écrit à Tretiakov que l'impressionnisme est un mouvement intéressant et que l'avenir lui appartient, mais il critique malgré tout la « puérilité » de certains et le qualifie de « barbouillage ».

### L'art comme apostolat
Les peintres russes du groupe des Ambulants sont possédés, très souvent, d'une ardeur missionnaire. Le peintre est un prophète, son art est sacré : c'est une attitude profondément russe. C'est une attitude de don de soi à l'art qui caractérise le climat très particulier qui régnait parmi ces promoteurs.

### Itinérance et réalisme social
Les expositions itinérantes dans les grandes villes russes avaient aussi un but pédagogique, et la volonté était de rendre l'art plus accessible à un vaste public. Ces expositions sont l'occasion de sillonner la campagne pour y peindre le peuple, notamment des paysans russes. Les peintres ambulants pratiquaient essentiellement une peinture de genre à caractère social et historique : le portrait, le paysage russe et peu de natures mortes. Les Ambulants s'intéressèrent à la condition du peuple russe et mirent en évidence les inégalités criantes à l'époque. Les plus radicaux d'entre eux développèrent ensuite ce qui fut connu sous le nom de réalisme critique.
Avant eux, l'art n'était pour beaucoup qu'une notion vague réservée à la haute aristocratie. Le langage simple et accessible des ambulants le rendit plus accessible.

## Création d'une peinture nationale

### Peinture religieuse
La place donnée à des thèmes religieux par des artistes pour partie proches de révolutionnaires peut surprendre. Mais le christianisme orthodoxe a marqué profondément l'intelligentsia russe. Selon Nicolas Berdiaev, le Russe reste fidèle à sa religion dans sa révolte même. Kramskoï, Gay, Répine, chefs de file des Ambulants, exprimaient leur sensibilité religieuse. Le Christ qu'ils vont représenter n'est plus un Christ en majesté, le Christ Pantocrator des icônes, mais un homme accablé de douleur, trahi, bafoué.
Alexandre Ivanov (1806-1856) doit être cité comme précurseur, avec son Apparition du Christ au peuple, à laquelle il travaille pendant 25 ans et qu'il termine en 1857. Les Scènes de l'Histoire sainte réalisées dans les années 1850 repoussaient déjà formellement l'académisme de l'Académie et revendiquaient l'indépendance de l'artiste. Mais il meurt avant l'entrée en dissidence de 1863 qui marque le début des Ambulants.
Nikolaï Gay (1832-1894), après ses voyages en Italie en 1857 et 1867, se retrouve isolé, à l'écart des problèmes sociaux de son époque, du fait de son sentiment du tragique et de son exaltation religieuse. Il choisit comme thème principal de son œuvre la vie du Christ, sa passion, sa condamnation. Son premier tableau religieux, La Cène, en 1863, provoque une vive polémique. Saltykov-Chtchedrine et Léon Tolstoï sont enthousiasmés et le citent comme modèle. Le refus de divinisation du Christ par Gay permet, selon ces deux auteurs, de sentir profondément son humanité. Tolstoï prétend même que Gay a trouvé la véritable clef du christianisme en humanisant Jésus-Christ. Fiodor Dostoïevski, par contre, devant une Cène où Gay, devant ses personnages si ordinaires réunis pour dîner, se demande où sont passés les dix-huit siècles de christianisme. Pour lui tout est faux chez Gay, il n'y a pas de vérité historique ni plus donc de réalisme,.
Après La Cène, Gay subit un échec total avec une Résurrection. Il se tourne alors vers des sujets historiques et s'installe à Saint-Pétersbourg. Son tableau Pierre le Grand interrogeant le tsarévitch Alexis à Peterhof lui vaut un succès éclatant. C'est un tableau historique, mais il s'agit toutefois aussi, selon Valentine Marcadé, d'une réplique de l'Évangile : le Christ devant Ponce-Pilate.
Après plusieurs échecs, il se retire à la campagne en 1873 et rompt avec les Ambulants. C'est son amitié pour Léon Tolstoï qui le fait revenir à la peinture dix ans plus tard. Tolstoï aimait voir ses propres idées sur le christianisme prendre corps dans les œuvres de Gay. En 1894, Gay achève une Crucifixion. Pour Louis Réau, cette œuvre traduit une influence néfaste de Léon Tolstoï sur le peintre conduisant ce dernier au mépris de la beauté formelle, incompatible avec la beauté spirituelle. Dans la version de 1892, la pose du Crucifié qui a glissé et s'est recroquevillé est hallucinante et rappelle, selon Louis Réau, celle du Retable d'Issenheim de Matthias Grünewald.
Pour les partisans d'une peinture réaliste, l’expressionnisme de Gay choque par son outrance et l'exacerbation des sentiments. Pour Léon Tolstoï, « le grand public exige le Christ des icônes, qu'on peut prier, et Gay leur offre un Christ sous l'aspect d'un homme réel, ce qui entraîne déception et insatisfaction »,.
Toute l'œuvre d'Ivan Kramskoï (1837-1887) est dominée par la figure du Christ. Le peintre le représente dans son tableau Le Christ dans le désert dans un état de déréliction total, voué à la solitude et à la cruauté humaine.
Ilia Répine (1844-1930) considérait la religion comme la force motrice de l'art, parce que c'est d'elle que viennent les idéaux les plus élevés,. Ses tableaux les plus connus ne sont cependant pas d'inspiration religieuse, sinon la Procession religieuse dans la province de Koursk, qui est plutôt « une peinture d'ensemble de la vie du peuple » dans les années 1880.
Viktor Vasnetsov (1848-1926) est un peintre religieux à la mode à qui est confiée la réalisation des fresques de la cathédrale Saint-Vladimir de Kiev. Son but était de régénérer l'art sacré mais, note Valentine Marcadé, ses réalisations sont bien inférieures à ses desseins. Pourtant, ses fresques de Kiev sont célébrées en Russie et même à l'étranger. C'était un style byzantin humanisé. Ce n'est que plus tard que l'on s'aperçut que le compromis entre religion ancienne et nouvelle n'était pas une solution. Ses tableaux de légendes émeuvent davantage la sensibilité (comme celui Les Bogatyrs).
Mikhaïl Nesterov (1862-1942) bénéficie d'un grand engouement du public russe pour son œuvre. Il parvient à rendre les atmosphères de la vie monastique. Son œuvre est toutefois plus proche du sentimentalisme des légendes que du véritable mysticisme, note Valentine Marcadé. Mais il reste que c'est un paysagiste exquis. Nul n'a mieux que lui, souligne pour sa part Louis Réau, traduit l'inquiétude perpétuelle de ses errants en pèlerinage, la poésie des sites monastiques.
Les Ambulants voulaient tous apporter un souffle nouveau à l'art sacré. Selon Valentine Marcadé, leur interprétation manquait de grandeur, d'envergure et de capacité à rendre la beauté mystique.

Religion
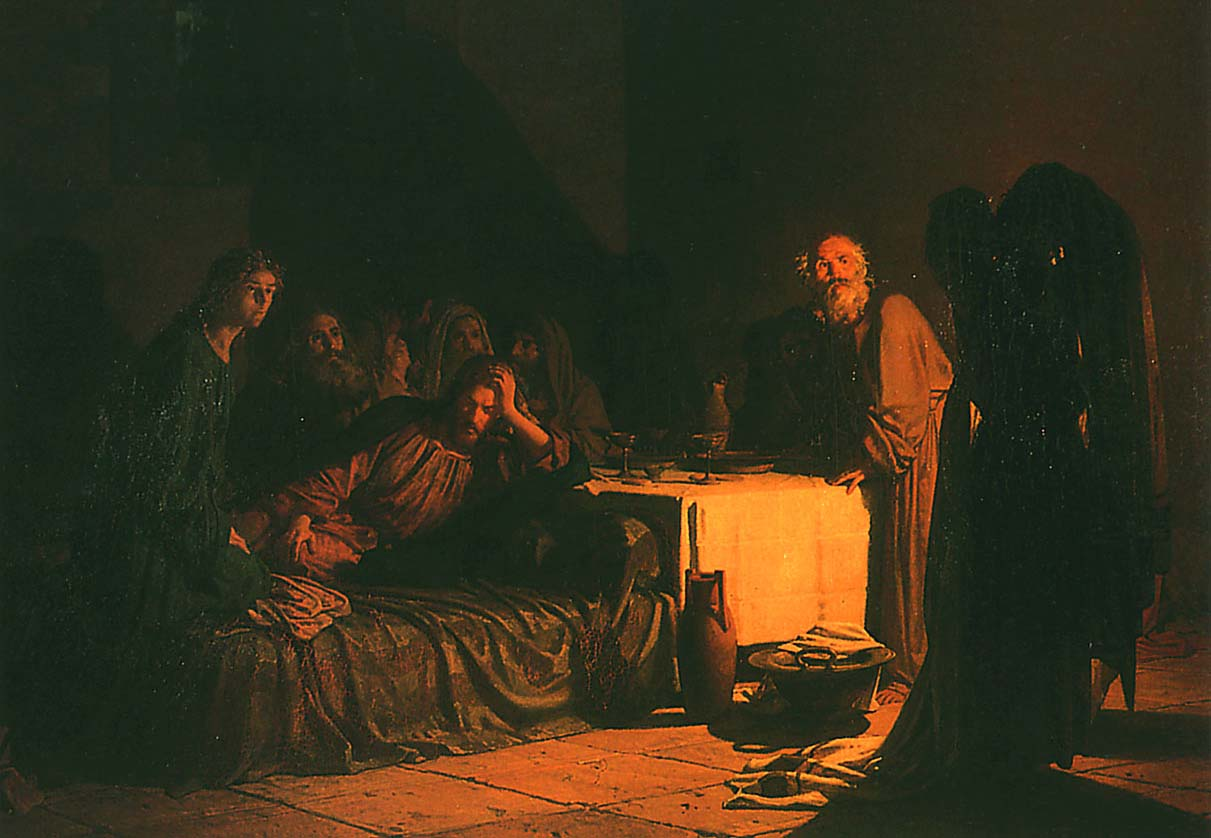
Nikolaï Gay, La Cène (1863)
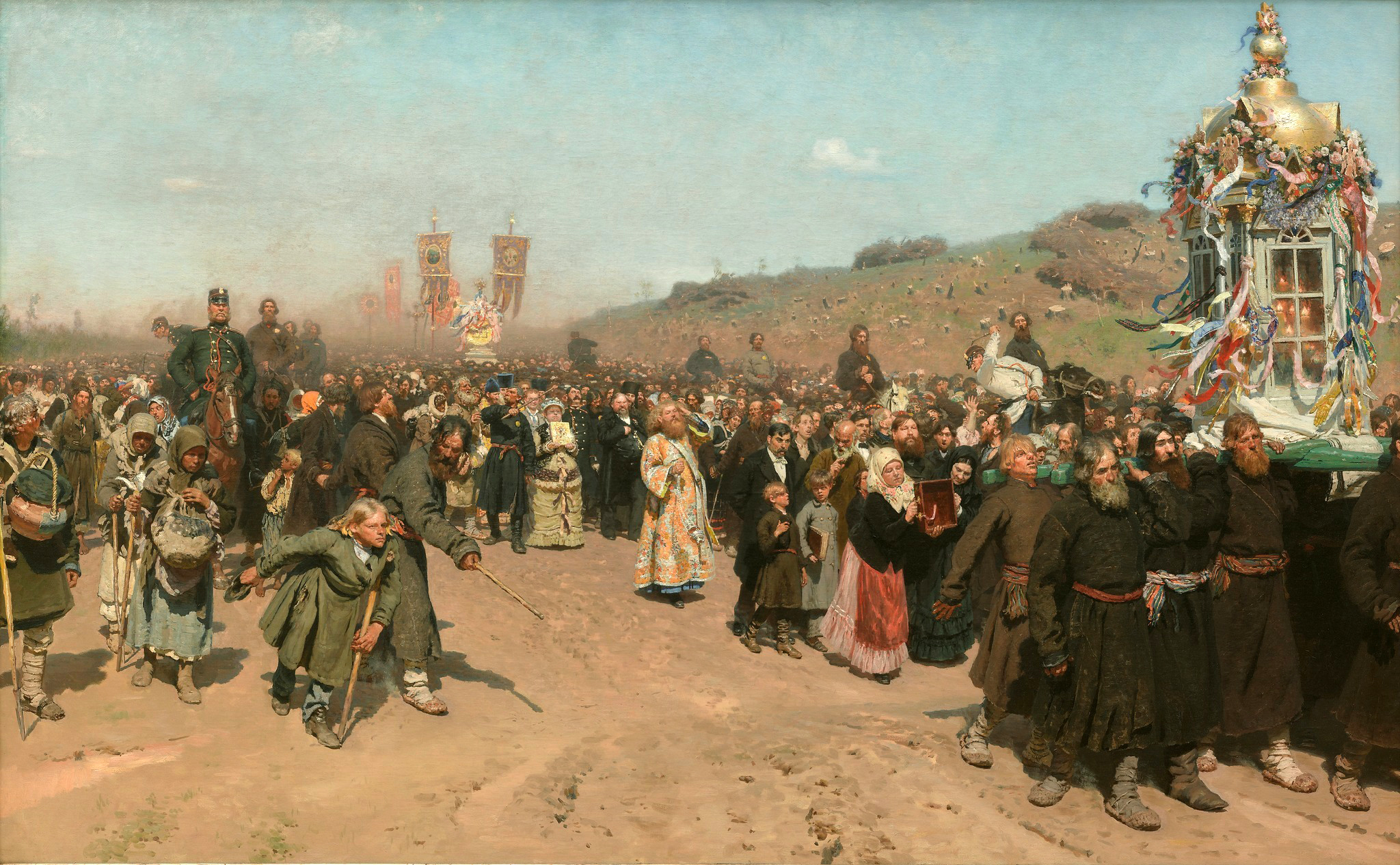
Ilia Répine, Procession religieuse dans la province de Koursk (1880–83)
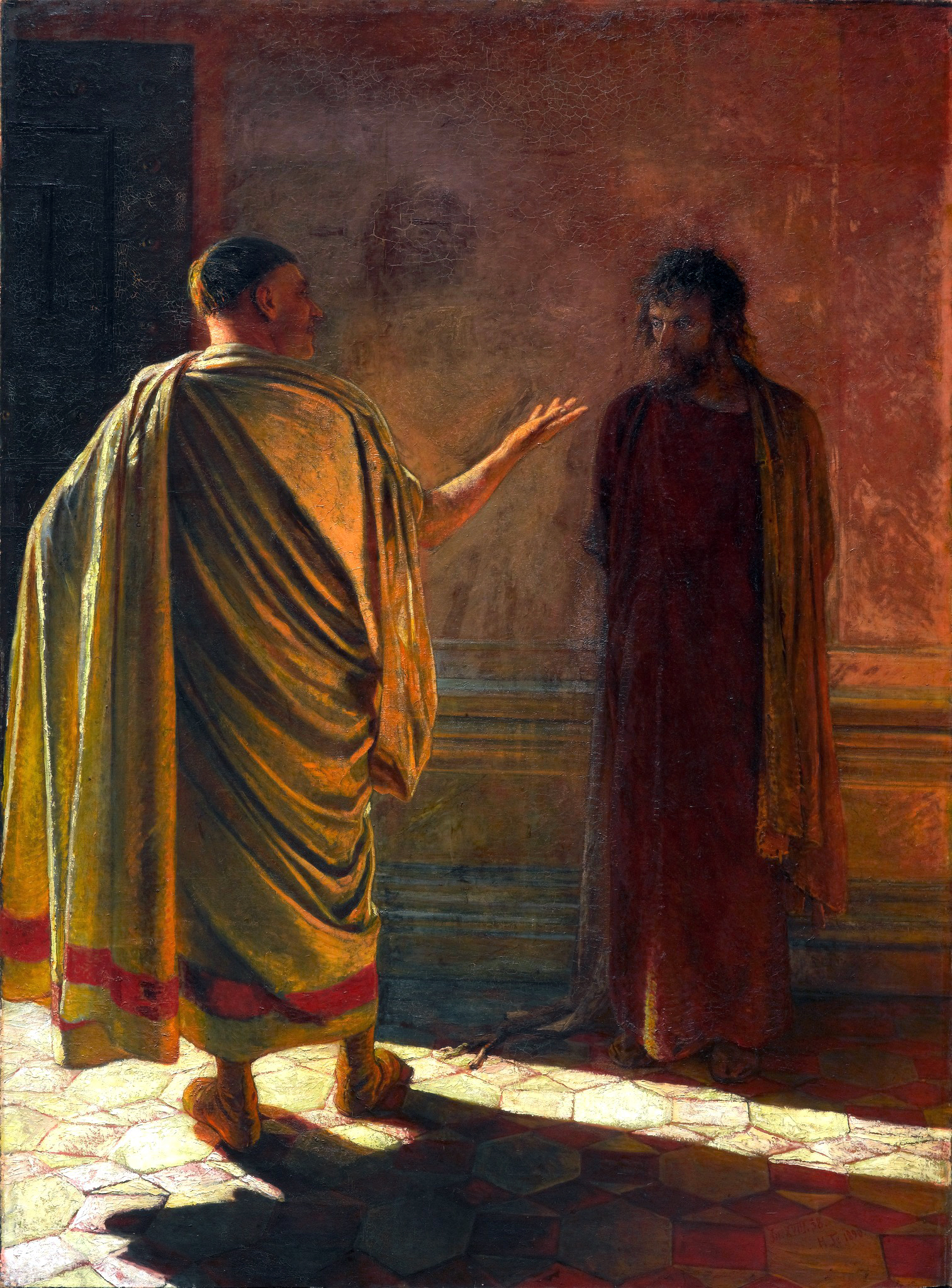
Nikolaï Gay, Quod Est Veritas ? Où est la vérité ?, Le Christ et Pilate (1890)
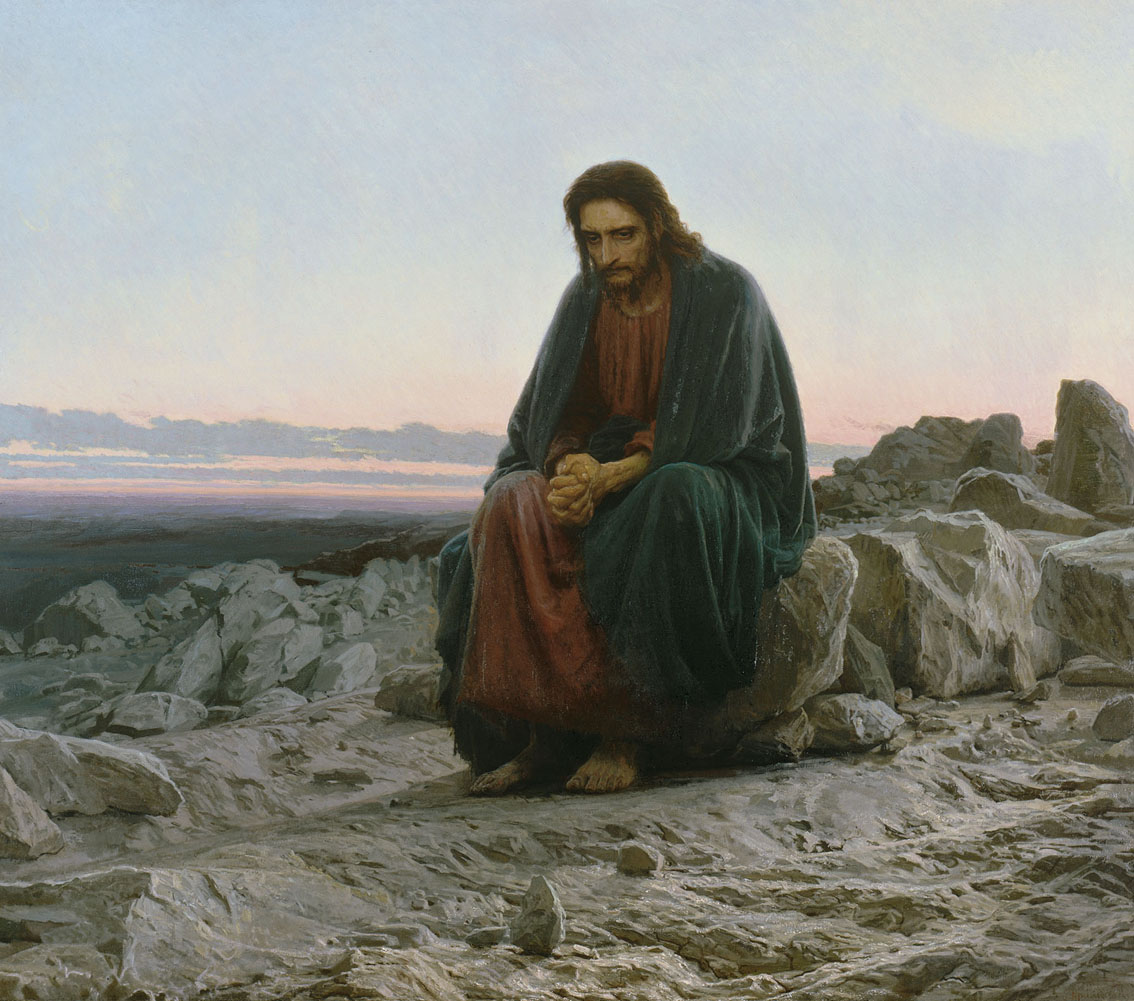
Ivan Kramskoi, Le Christ dans le désert (1890)
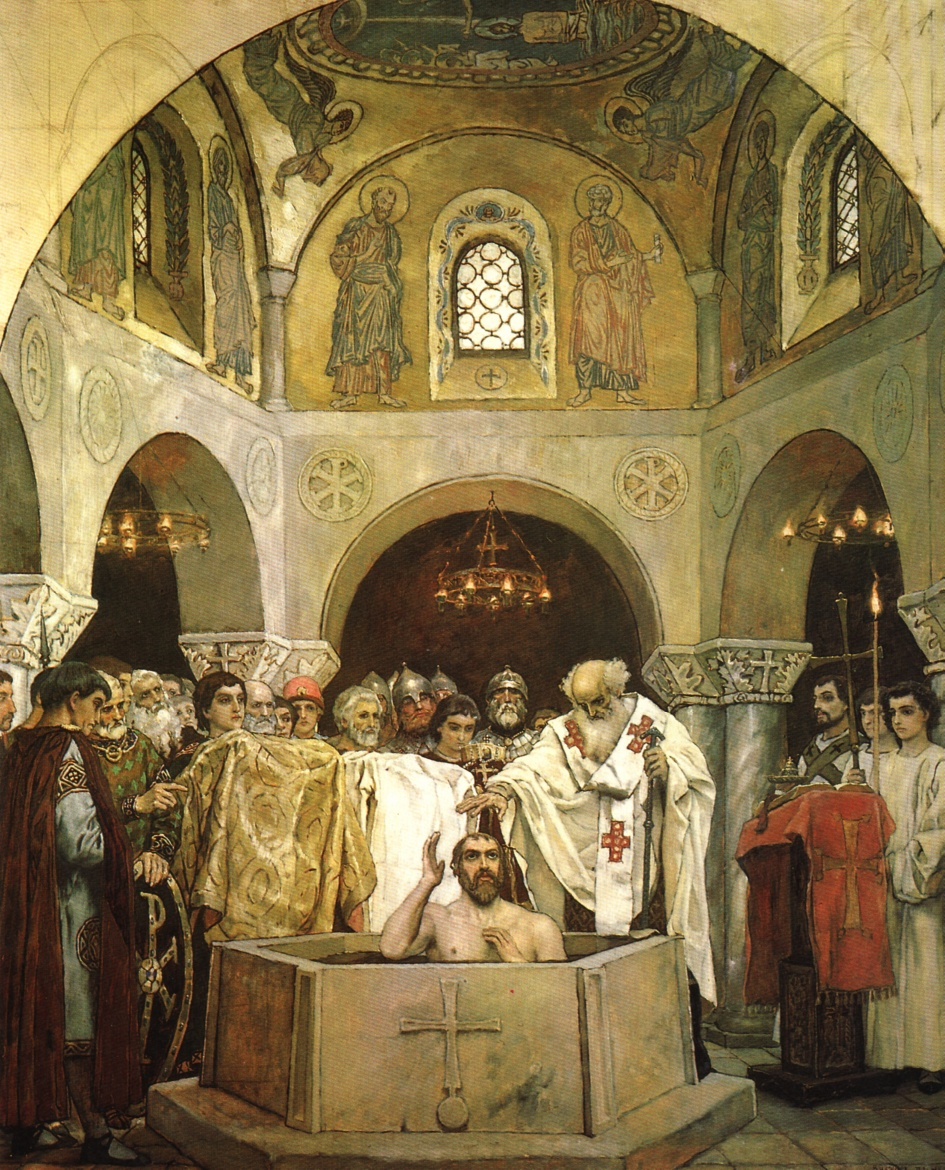
Viktor Vasnetsov, fresque de la cathédrale Saint-Vladimir de Kiev (1890)
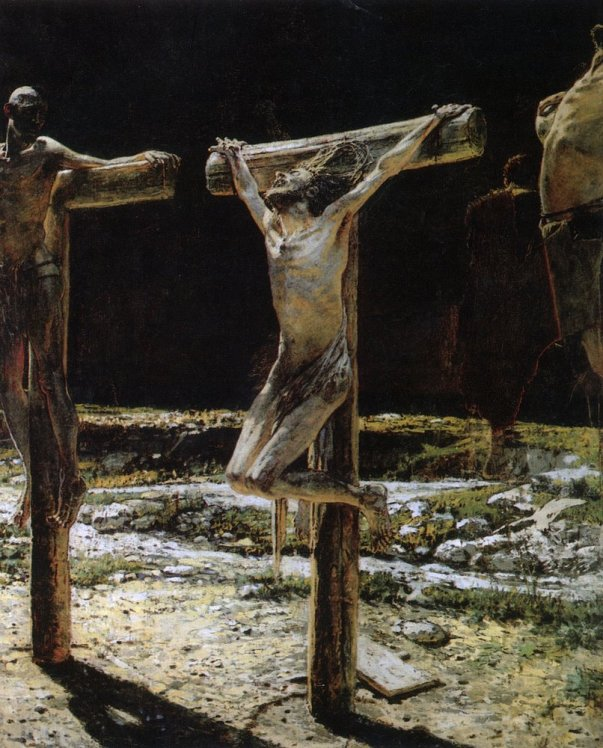
Nikolaï Gay, Crucifixion (1892)
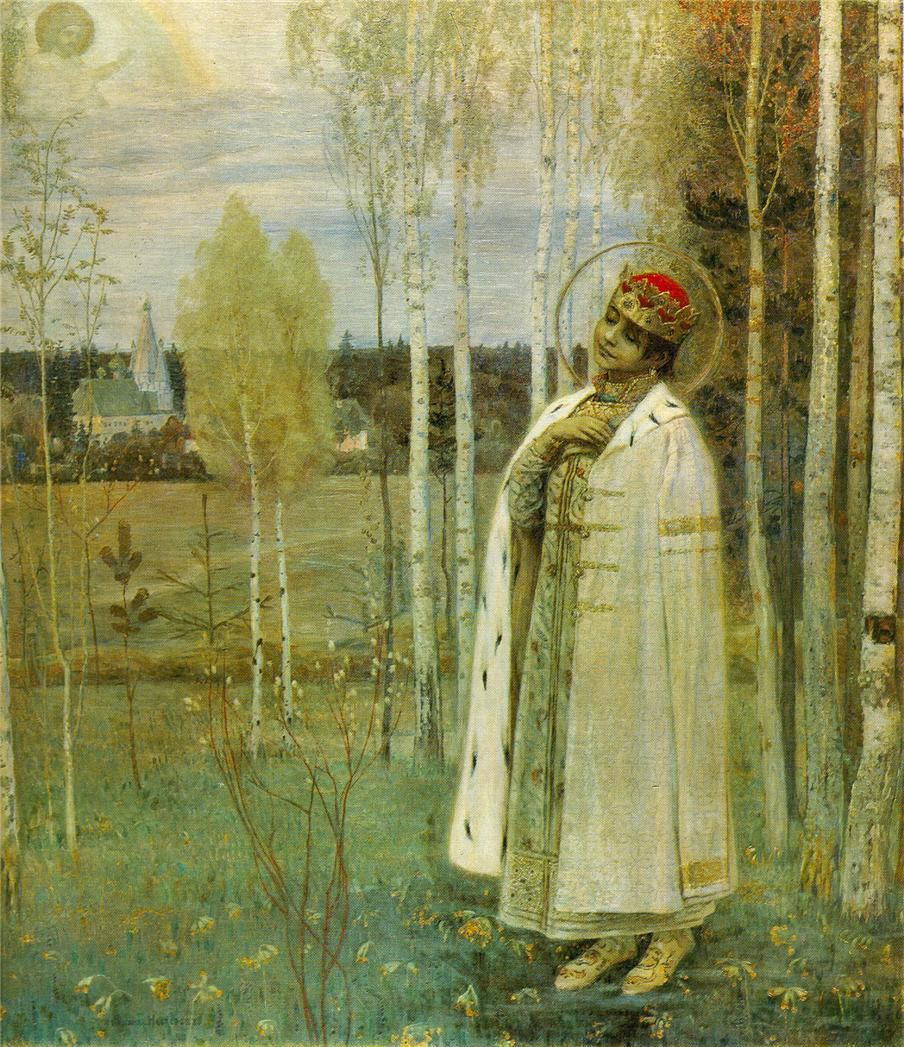
Mikhaïl Nesterov, Le Tsarevitch Dmitri (1899)

### Peinture réaliste sociale
Pour le philosophe et révolutionnaire Nikolaï Tchernychevski, la plus grande beauté est celle que l'homme rencontre dans la vie et non la beauté créée par l'art. Le rôle de l'art est de copier fidèlement la réalité, y compris ses inégalités et ses travers sociaux. La crudité souvent révoltante de la réalité doit être montrée au peuple pour lui en donner le dégoût. Le grand artiste pour les Ambulants n'est pas celui qui peint le mieux mais celui qui, le plus éloquemment, dénonce les abus, la corruption des riches, l'ivrognerie des popes et des paysans.
Les inégalités sociales sont ainsi un thème que les ambulants aiment à développer. Grigori Miassoïedov dans Le Zemstvo déjeune surprend une scène de rue pendant l'interruption de séance de ce conseil provincial. Les membres de l'assemblée mangent et boivent à satiété pendant que les paysans sont dans la rue, assis par terre, dans la poussière, à grignoter quelques croûtes. Vassili Maximov passe son enfance dans la Russie rurale, représentée par exemple dans Tout est dans le passé. Konstantin Savitsky prend comme héros, non pas des individus, mais des groupes d'ouvriers à la tâche comme dans son impressionnant chantier intitulé : Travaux de réparation sur une ligne de chemin de fer.

Réalisme social
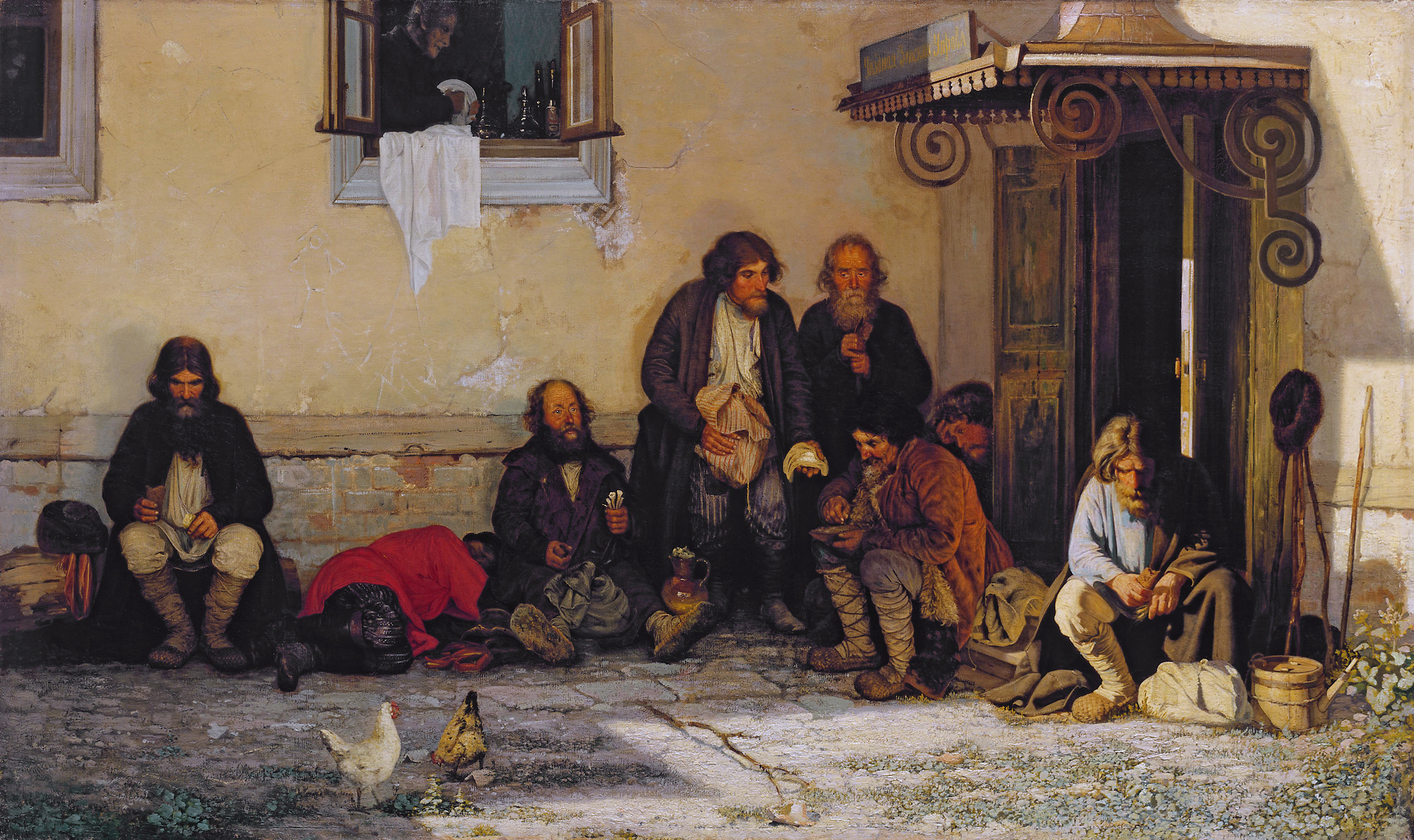
Grigori Miassoïedov, Le zemstvo déjeune (1872)
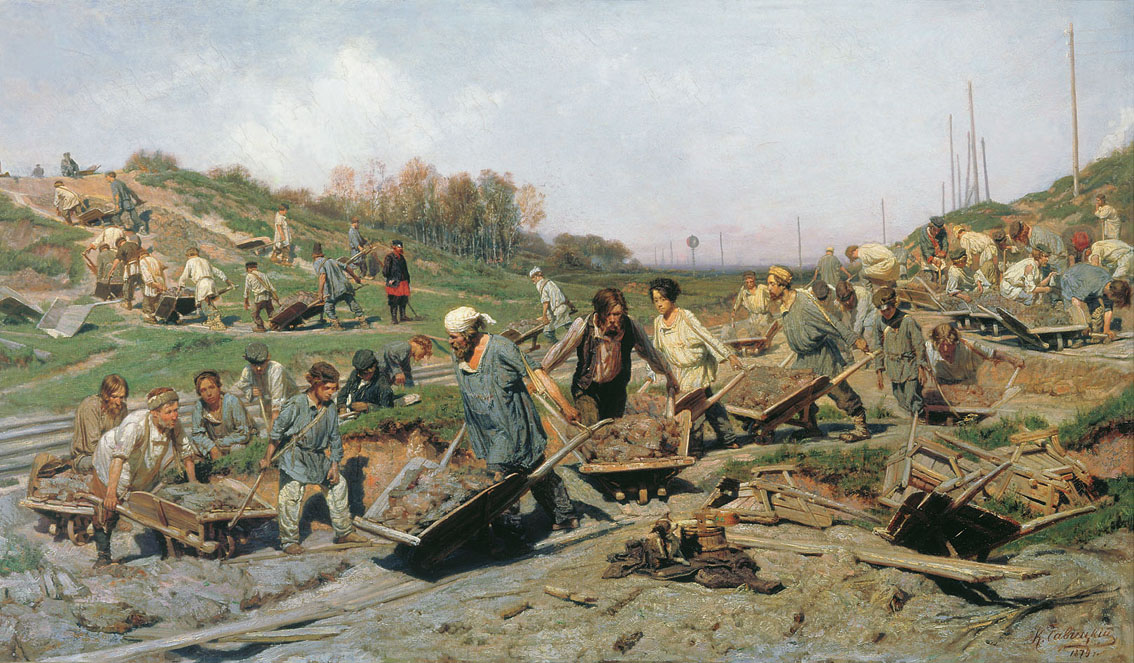
Konstantin Savitsky,  Travaux de réparation sur une ligne de chemin de fer (1874)
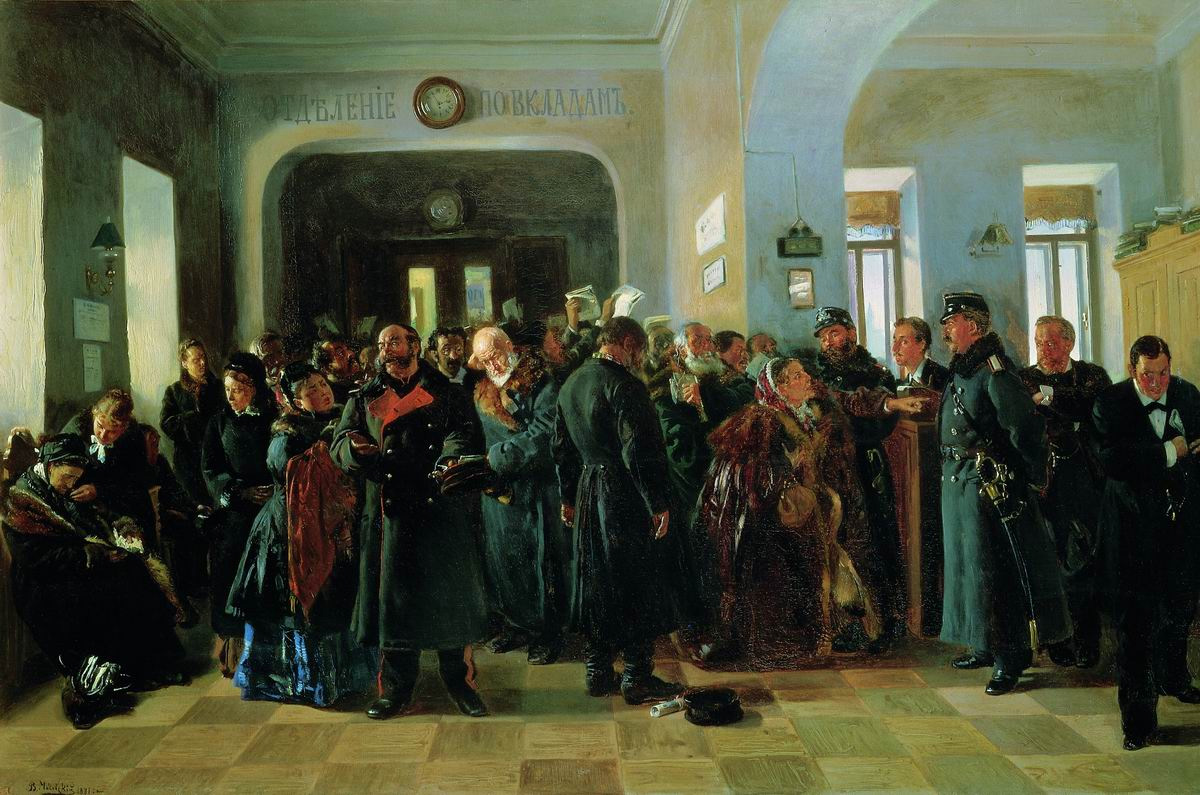
Vladimir Makovski, La Banqueroute (1881)
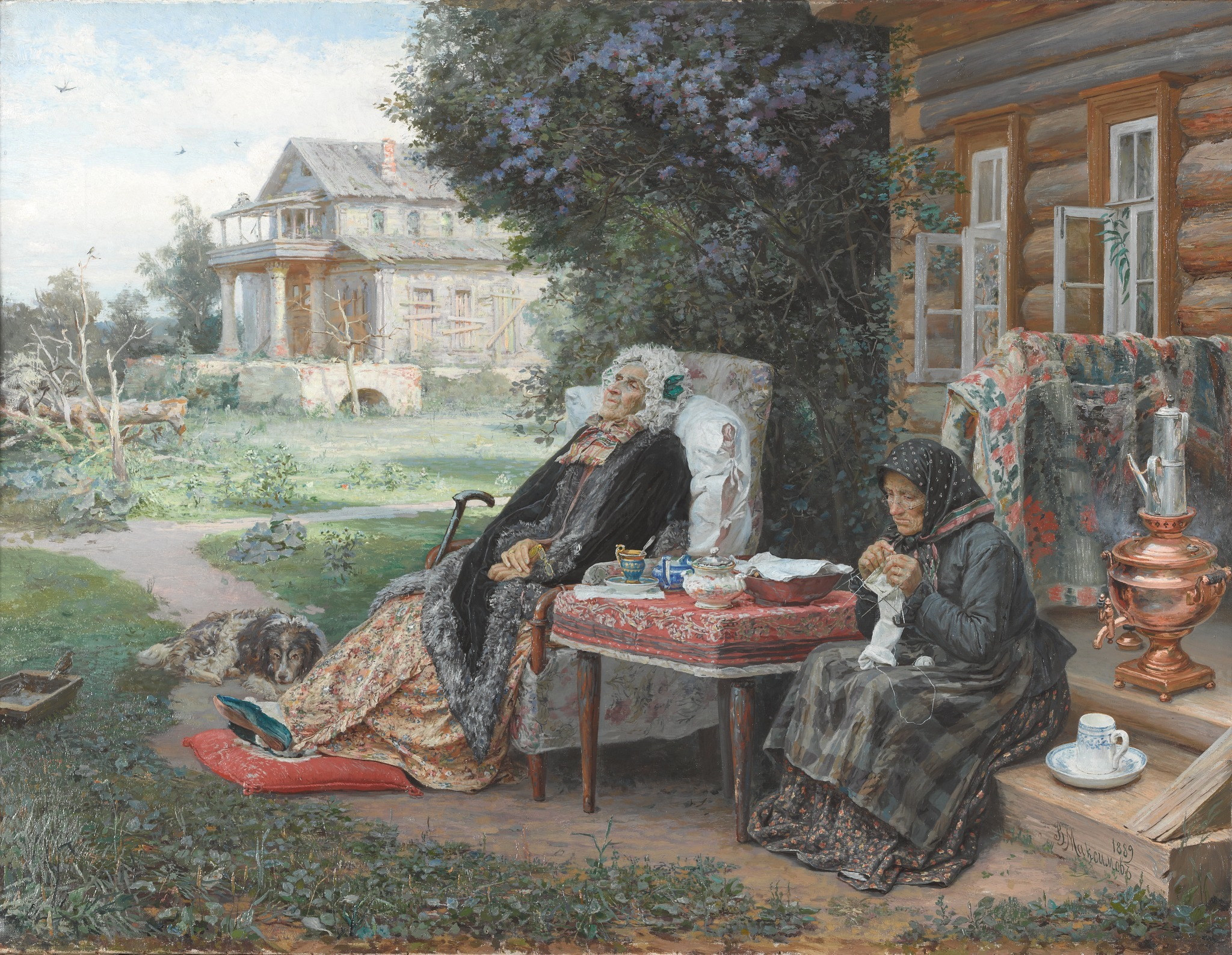
Vassili Maximov, Tout est dans le passé (1889)

### Le paysage
La nature occupe une place importante dans l'art russe. Que ce soit en musique, en littérature ou en peinture, les artistes décrivent avec volupté leur grande Russie. Ils diffèrent en cela des artistes d'autres pays. C'est Alexeï Savrassov, avec son tableau Les freux sont de retour, qui occupe la place d'honneur, selon de nombreux critiques d'art, parmi lesquels Valentine Marcadé. Vassili Polenov se distingue avec son paysage urbain de Moscou, une courette de maison couverte d'herbe et parcourue par des poules : Cour à Moscou. Ivan Aïvazovski a consacré pas moins de 6 000 tableaux à la Mer Noire. Arkhip Kouïndji s'est vu attribuer un immense prestige grâce à sa boulaie. Chichkine peint principalement des forêts et des arbres : pins, chênes, bouleaux, des sous bois et la foret profonde. Levitan est proche de l'écrivain Tchekhov, son ami. Ses paysages sont tout de mélancolie, de charme, de tendresse. Son nom incarne une conception de la peinture séduisante et dépourvue de tout effet extérieur.

Paysages
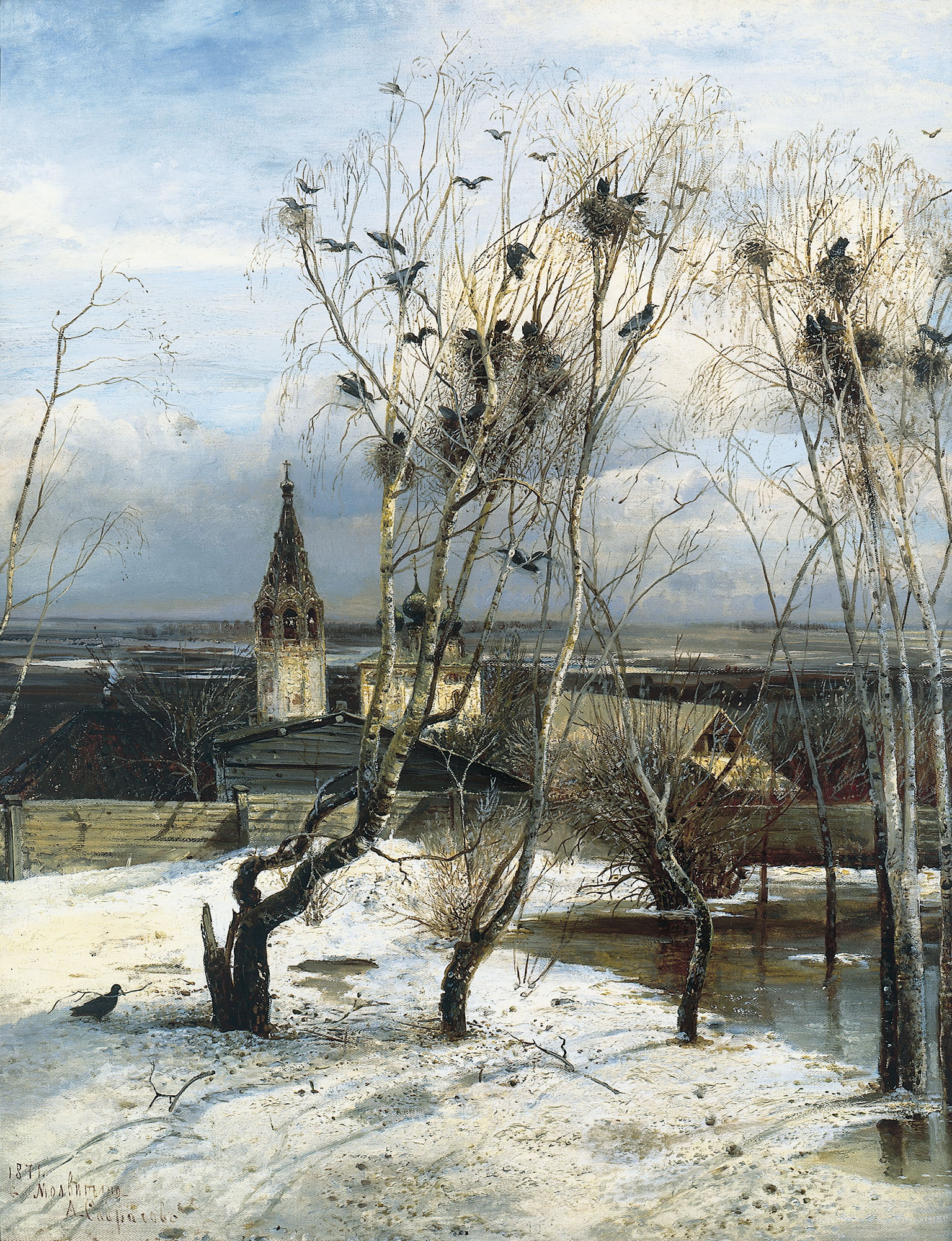
Alexeï Savrassov, Les freux sont de retour, 1871
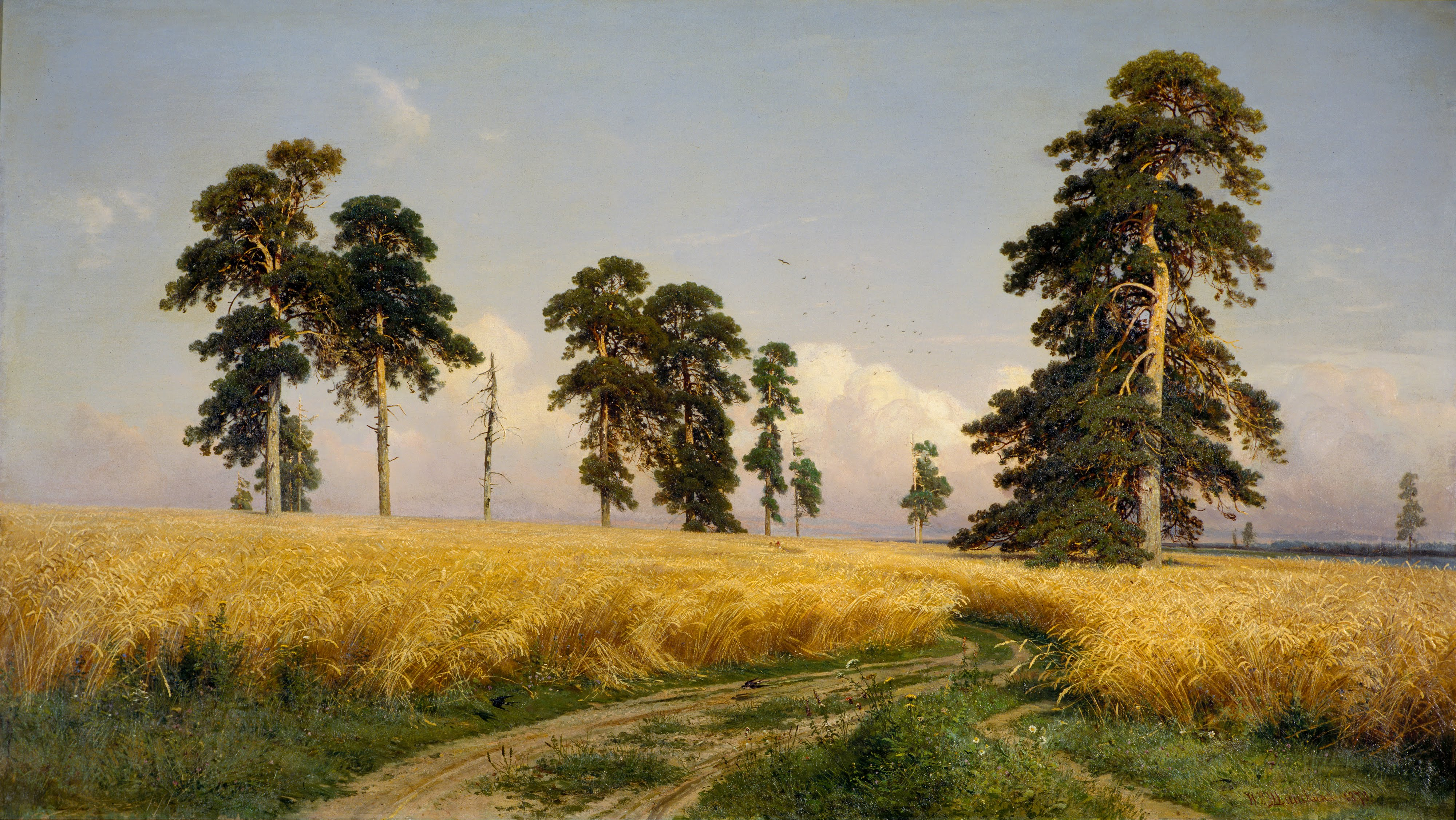
Ivan Chichkine, Champ de seigle, 1878
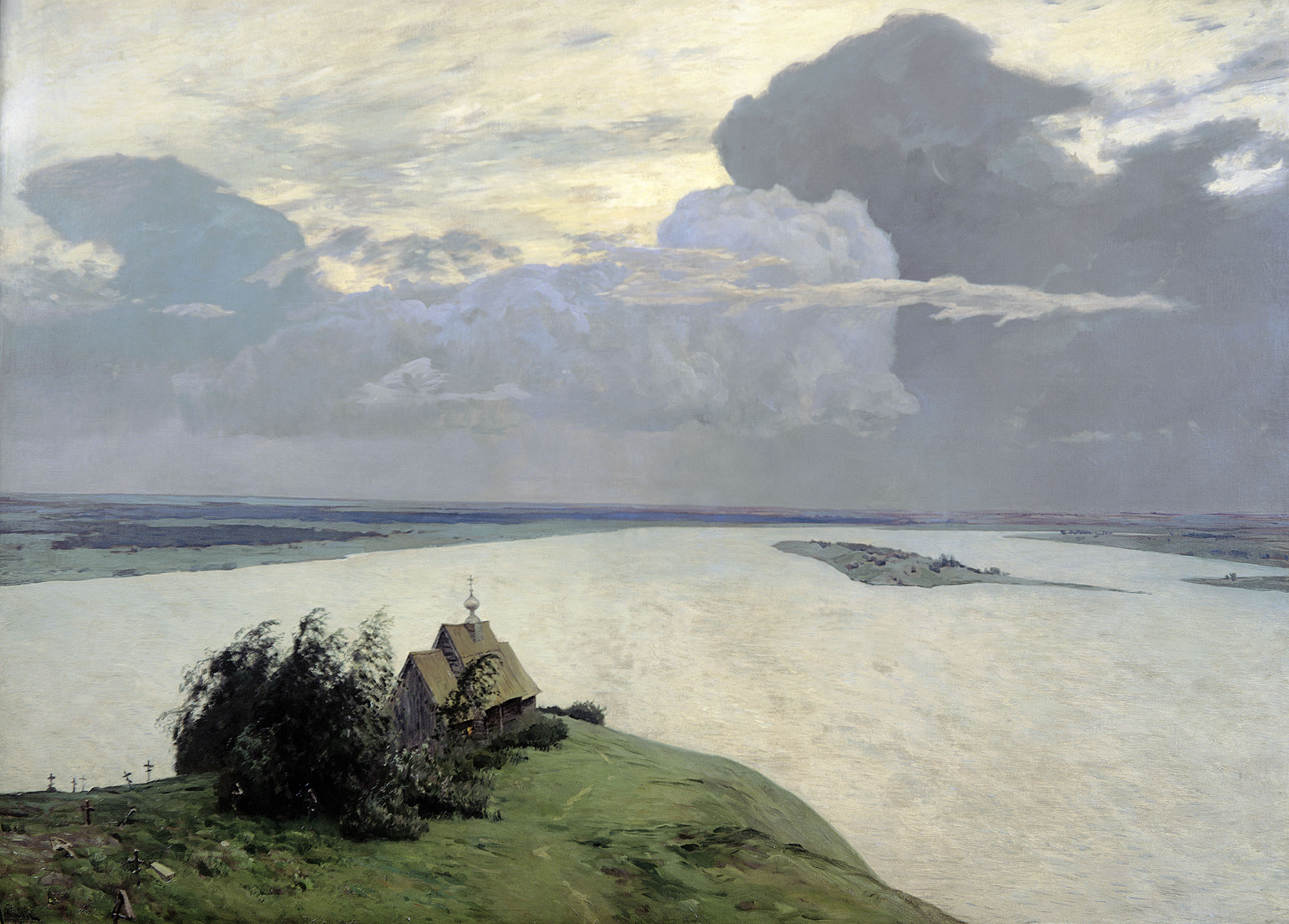
Isaac Levitan, Paix éternelle, 1894
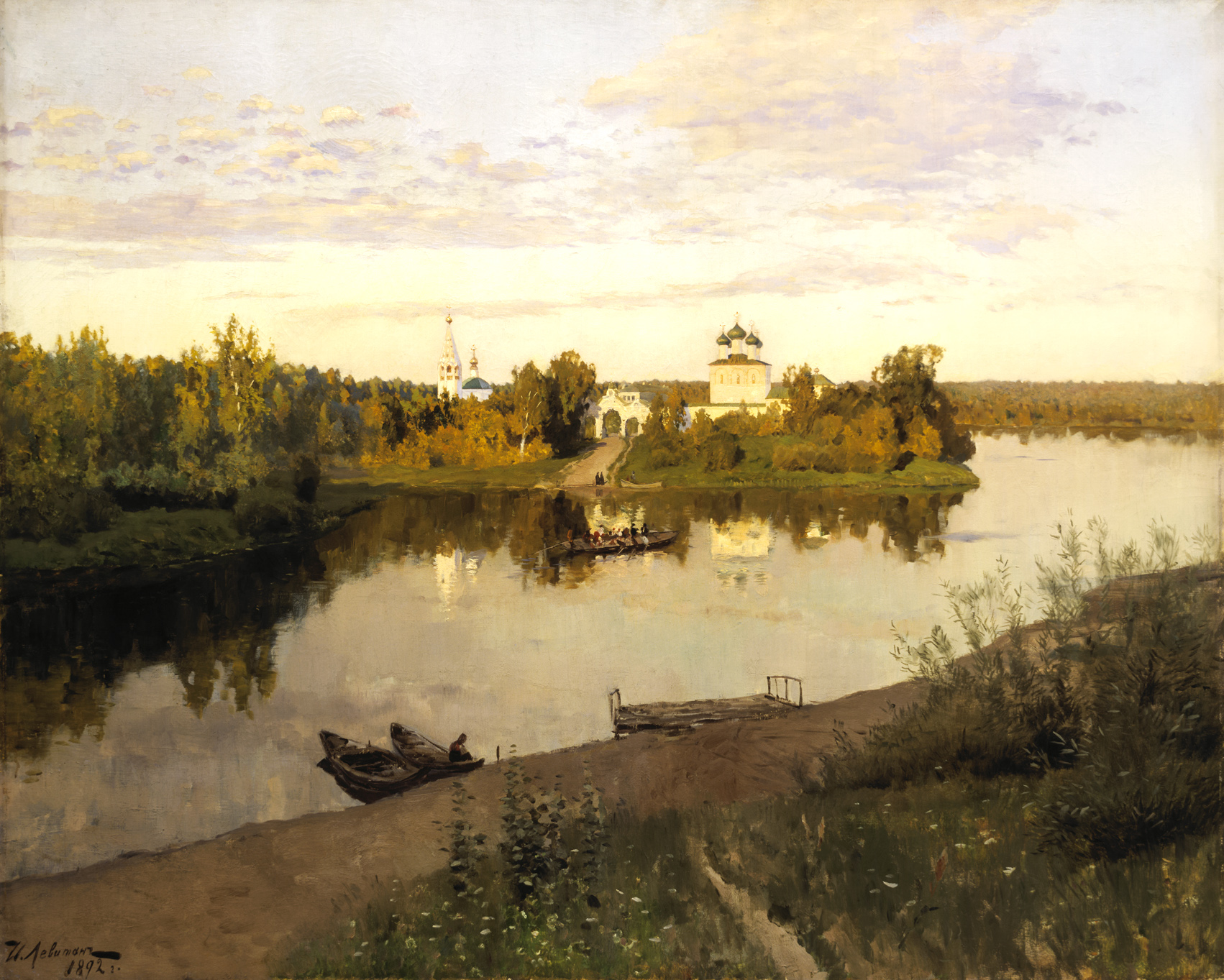
Appel du soir, Isaac Levitan
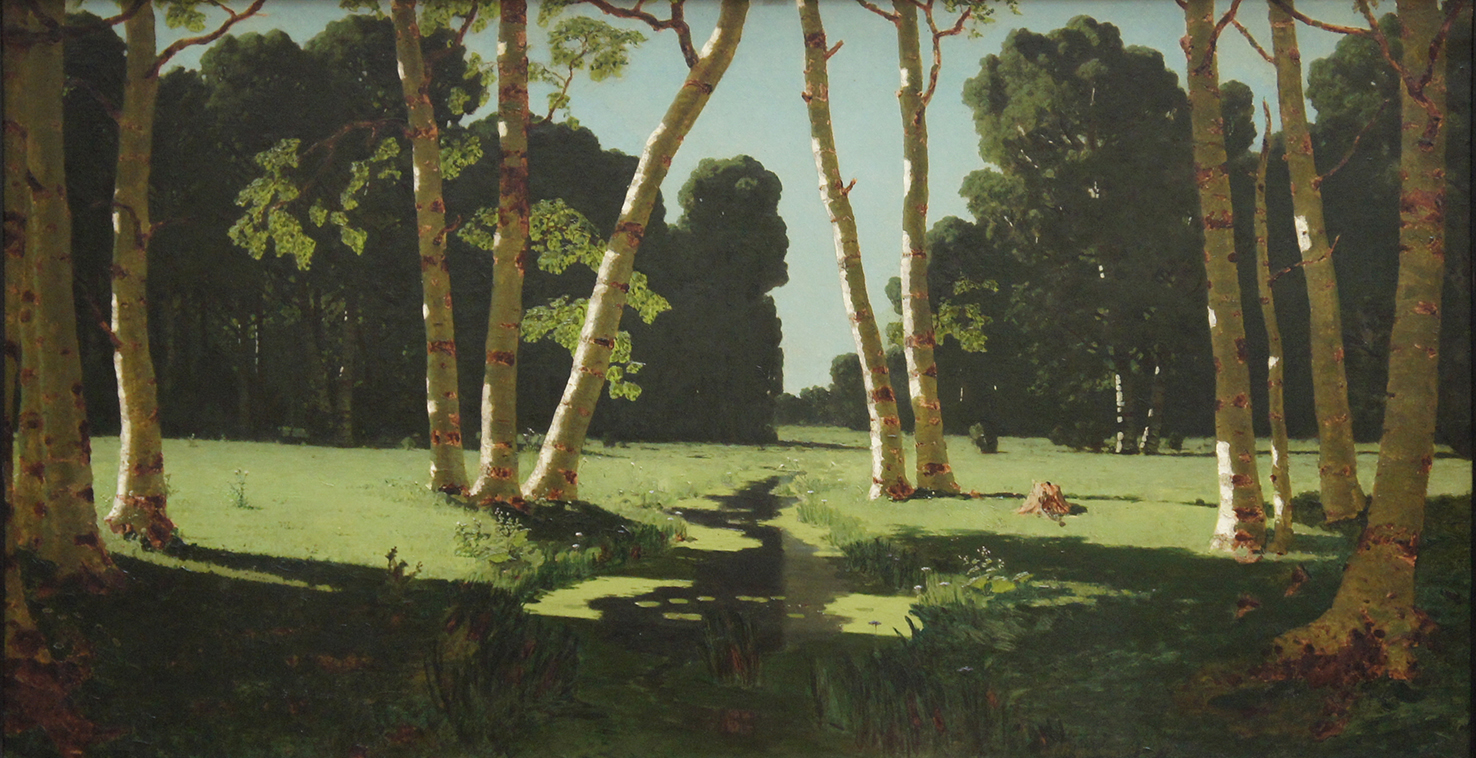
Arkhip Kouïndji, Petit bois de bouleaux
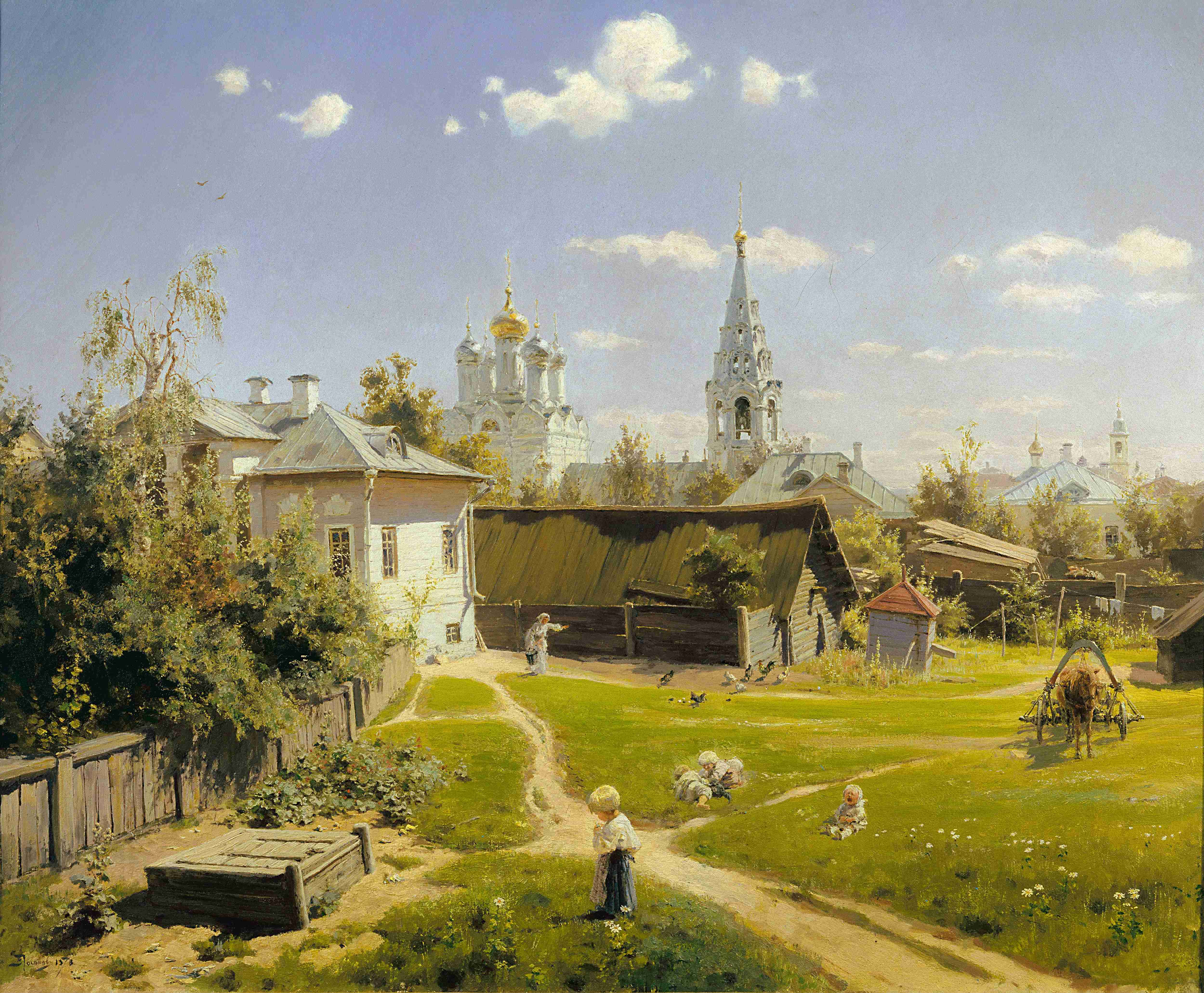
Cour à Moscou, Vassili Polenov 1878)
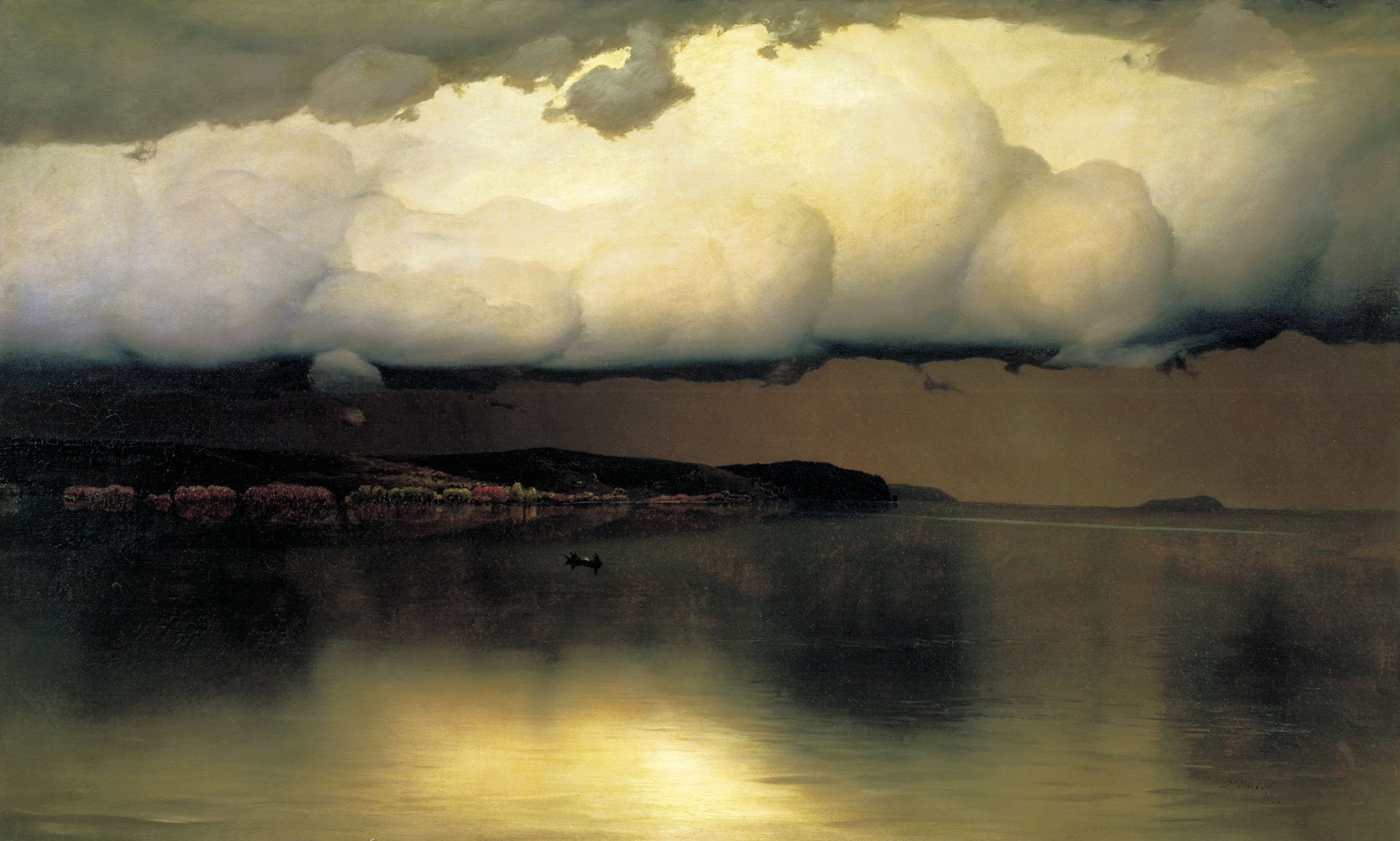
Silence, de Nikolaï Doubovskoï

### Portraits
Le portrait est pour l'artiste le moyen le plus sûr de gagner de l'argent. Les autres sujets sont plus difficiles à vendre. Les membres de la famille impériale font aussi des commandes et les hauts dignitaires les imitent. Des collectionneurs, tels que les frères Tretiakov, se mettent en tête de faire réaliser le portrait des gens célèbres de l'époque : savants, artistes, écrivains. Ivan Kramskoï, Nikolaï Gay, Vassili Perov ou Ilia Répine les réalisent. Les meilleures réussites sont parmi toutes ces œuvres, celles de Répine, selon la critique d'art Valentine Marcadé. Ses portraits sont souvent plus proches de la satire que du poème. On pense à celui de Modeste Moussorgski quelque temps avant sa mort. Mais ce n'est pas toujours le cas, et certains portraits de ses filles, Véra et Nadejda, ou de son épouse, sont baignés de lumière avec un sens aigu de la poésie.

Portraits
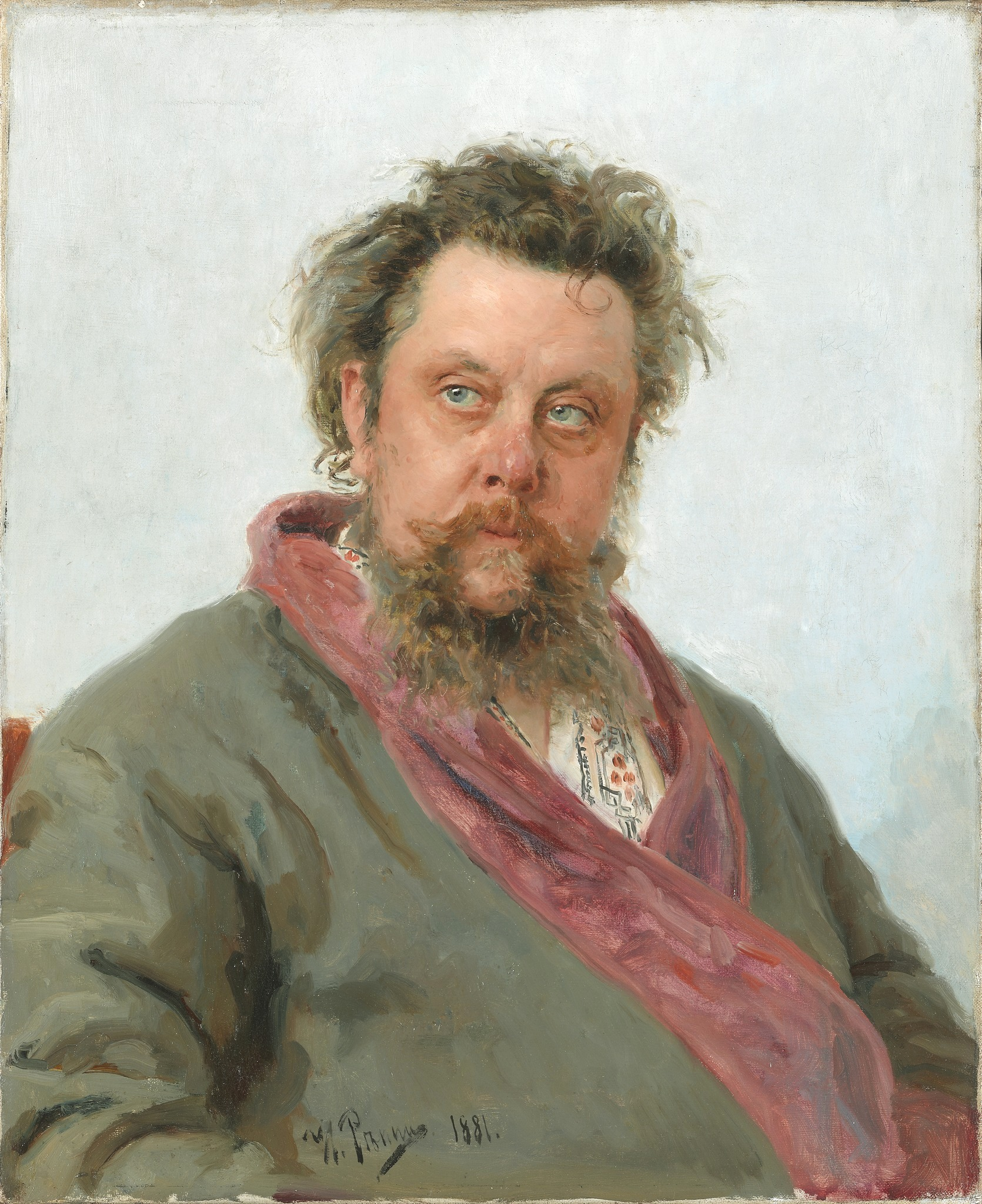
Ilia Répine, Modeste Moussorgski
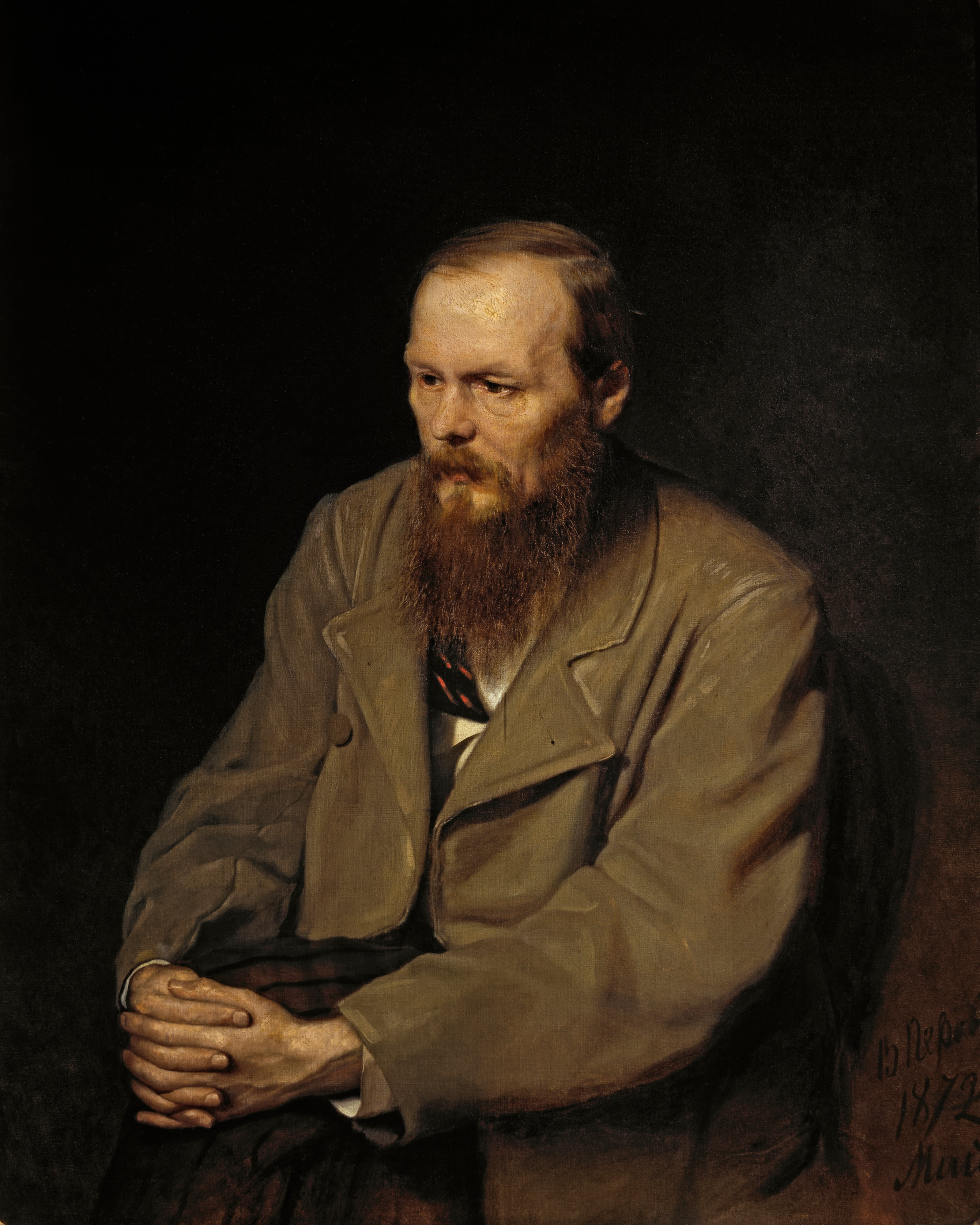
Vassili Perov, Portrait de Fiodor Dostoïevski, 1872
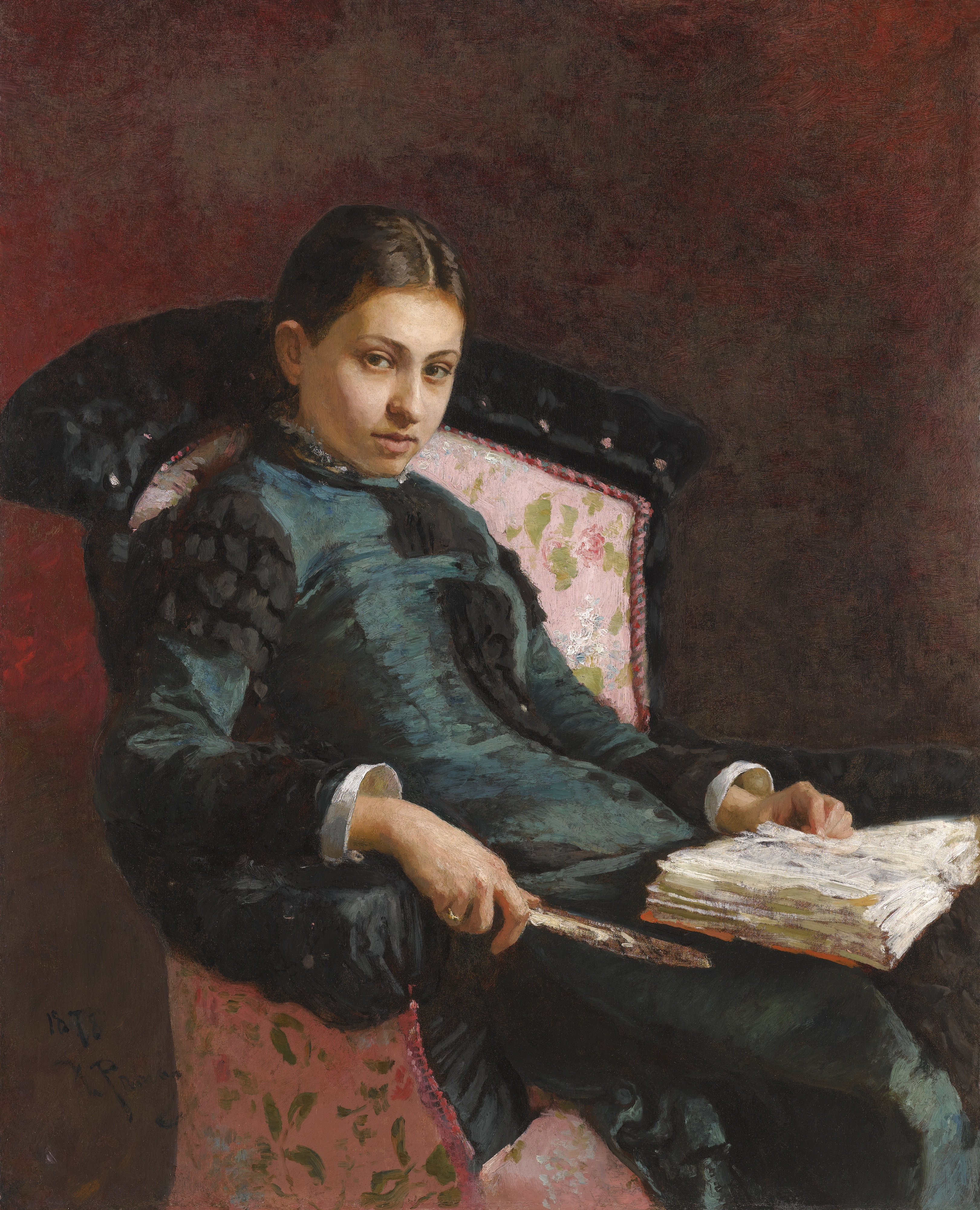
Ilia Répine, Portrait de l'épouse du peintre, Vera Repina
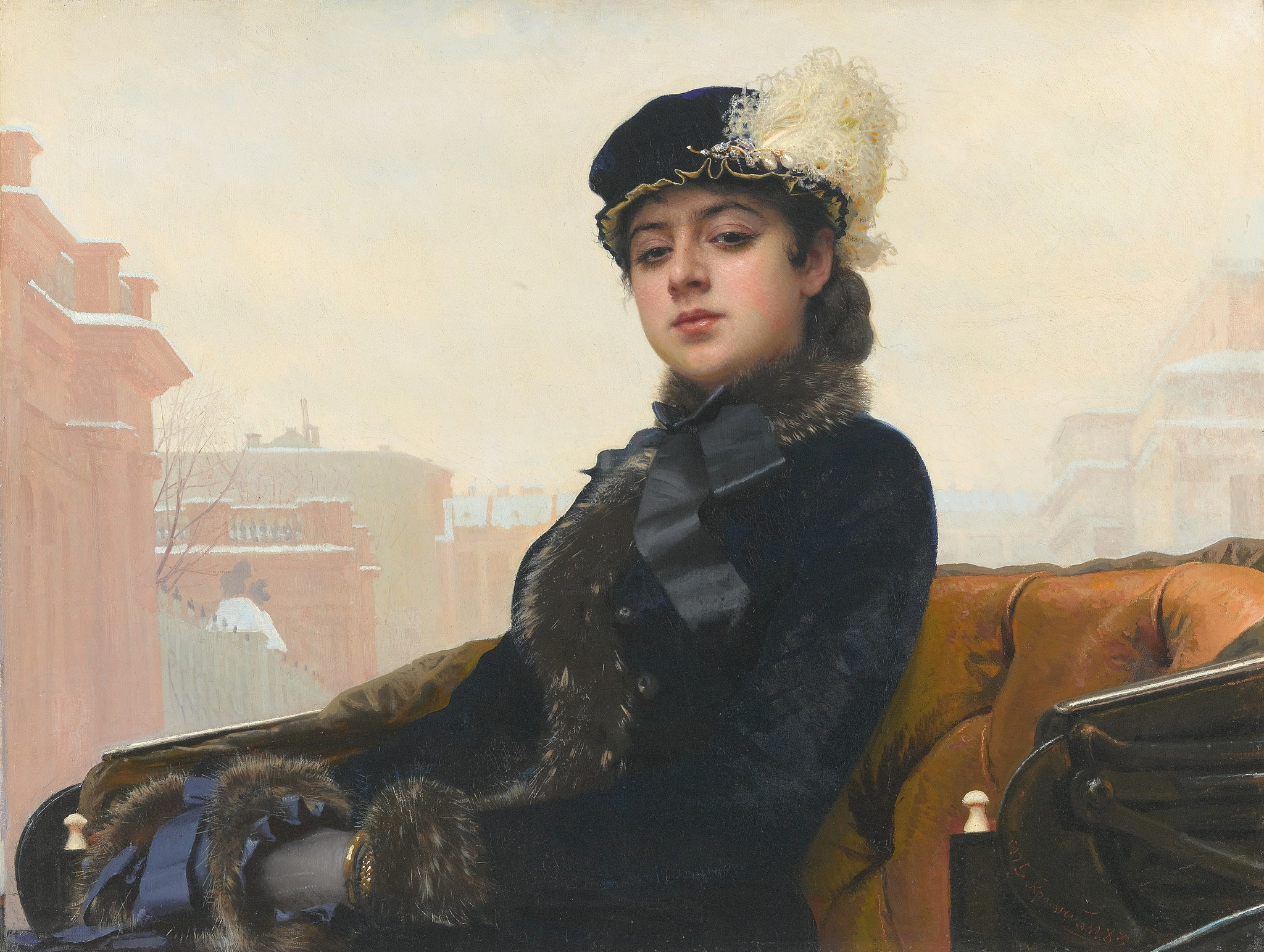
Ivan Kramskoï, L'Inconnue, 1883
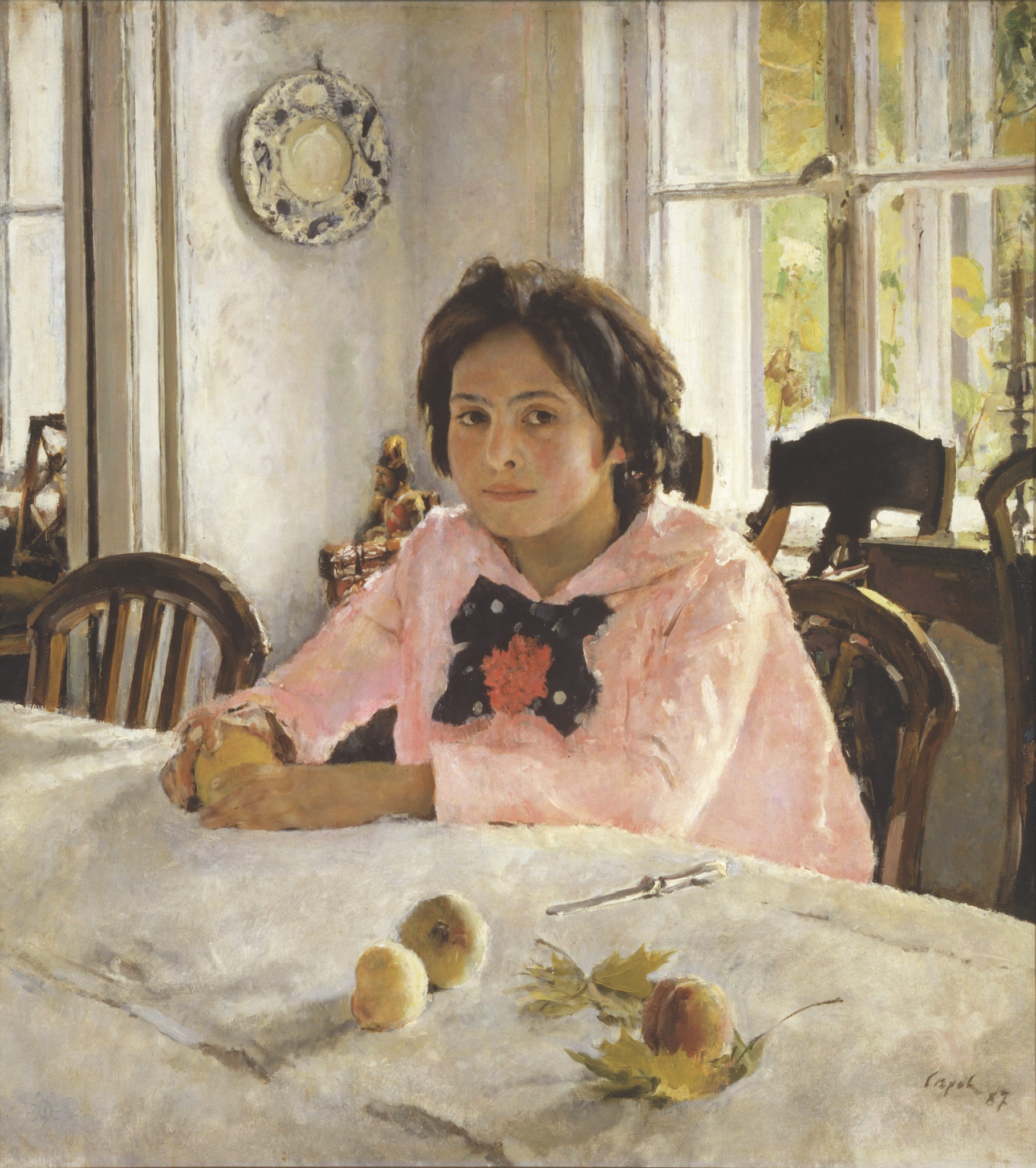
Valentin Serov, La Jeune Fille aux pêches, 1887

### Peinture historique
Le plus doué des Ambulants fut sans aucun doute Ilia Répine, mais Vassili Sourikov, Nikolaï Nevrev et plus tardivement Vassili Verechtchaguine se sont également tournés vers des sujets propres à exalter la grandeur de la Russie à travers son histoire.

Histoire
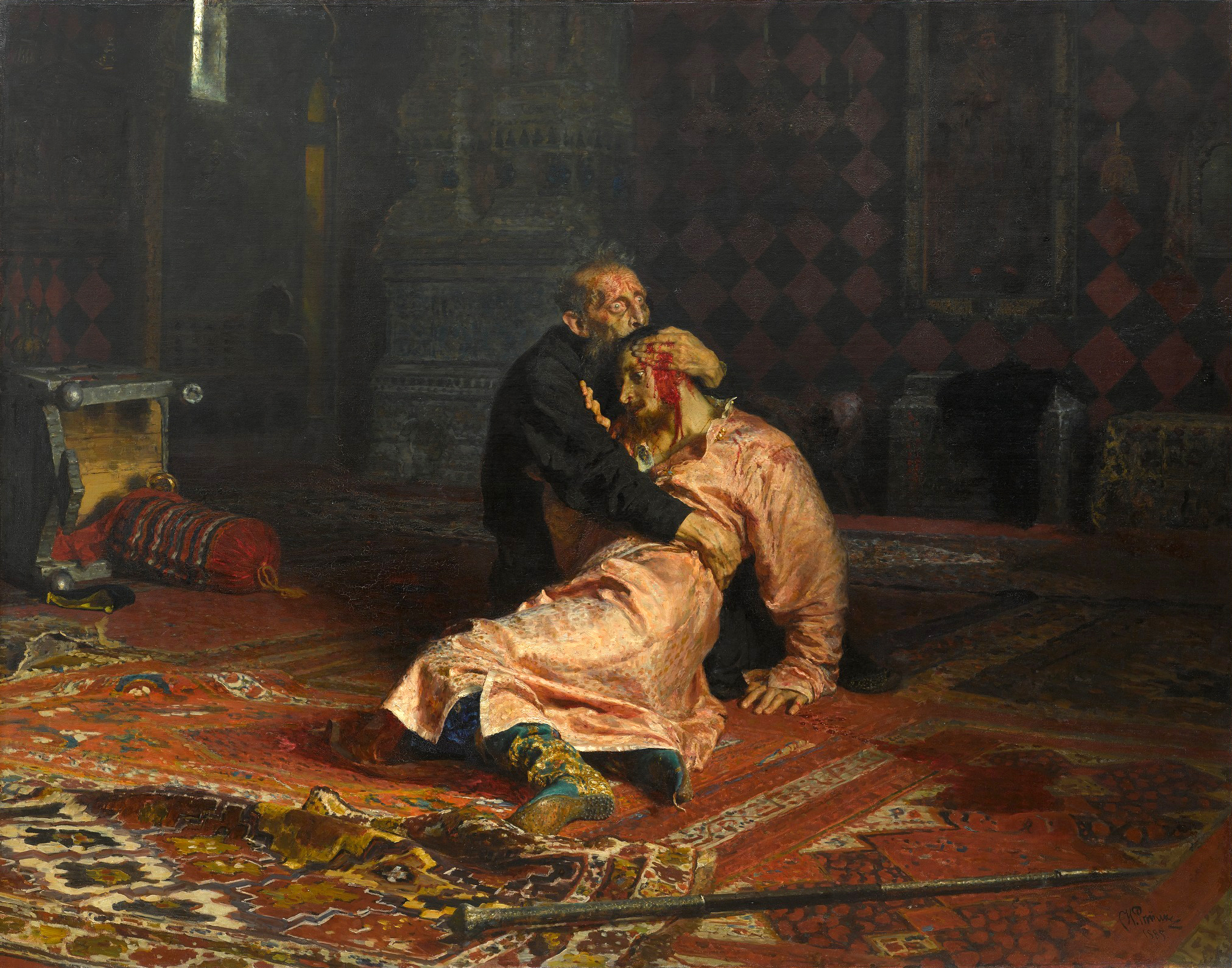
Ivan le Terrible tue son fils, Ilia Répine 1883-1885 (Galerie Tretiakov)
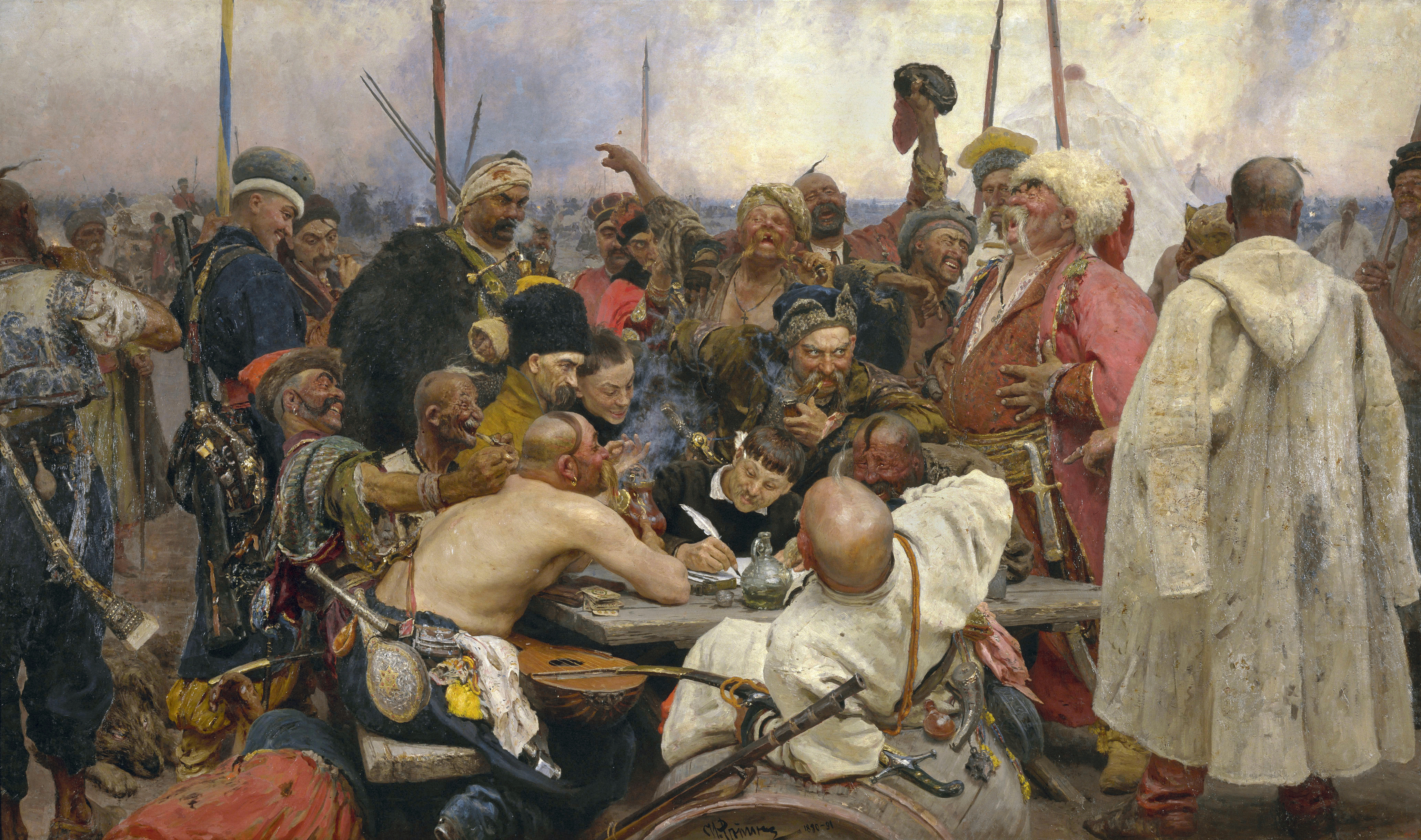
Ilia Répine, Les Cosaques zaporogues écrivant une lettre au sultan de Turquie, 1891 (Musée Russe)
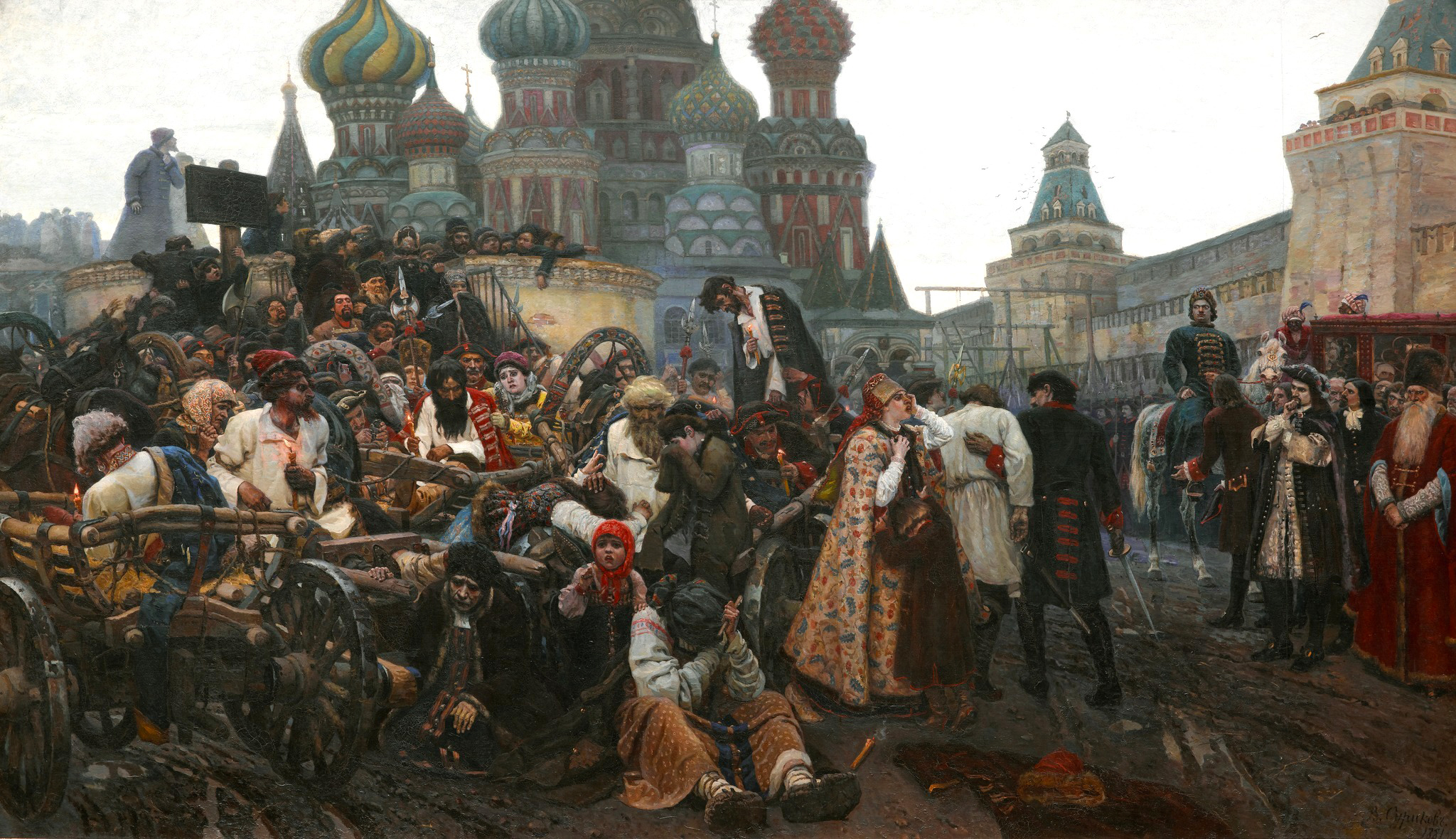
Vassili Sourikov, Le Matin de l'exécution des Streltsy, 1881
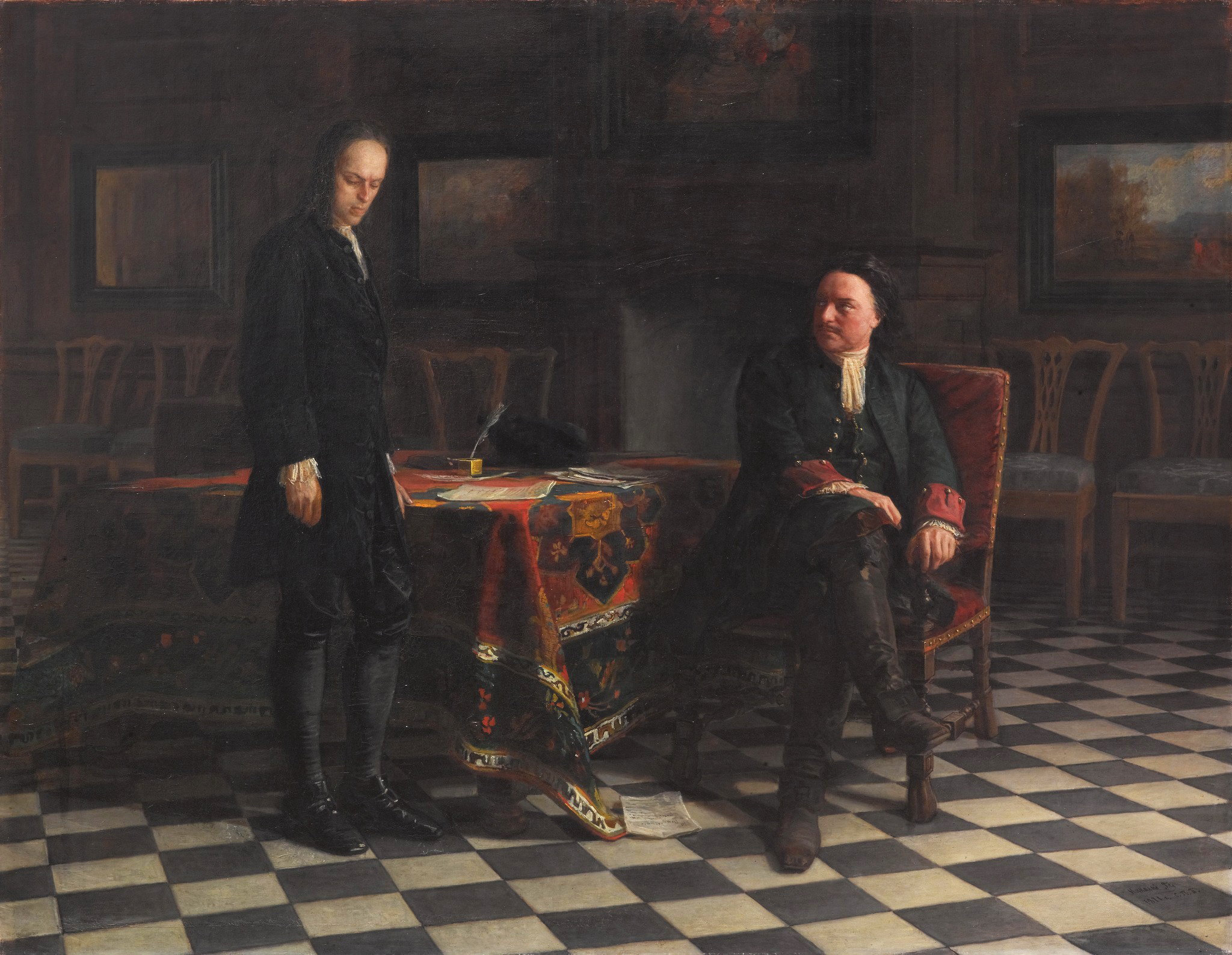
Pierre le Grand interrogeant le tsarévitch Alexis à Peterhof Nikolaï Gay (Galerie Tretiakov) 1871
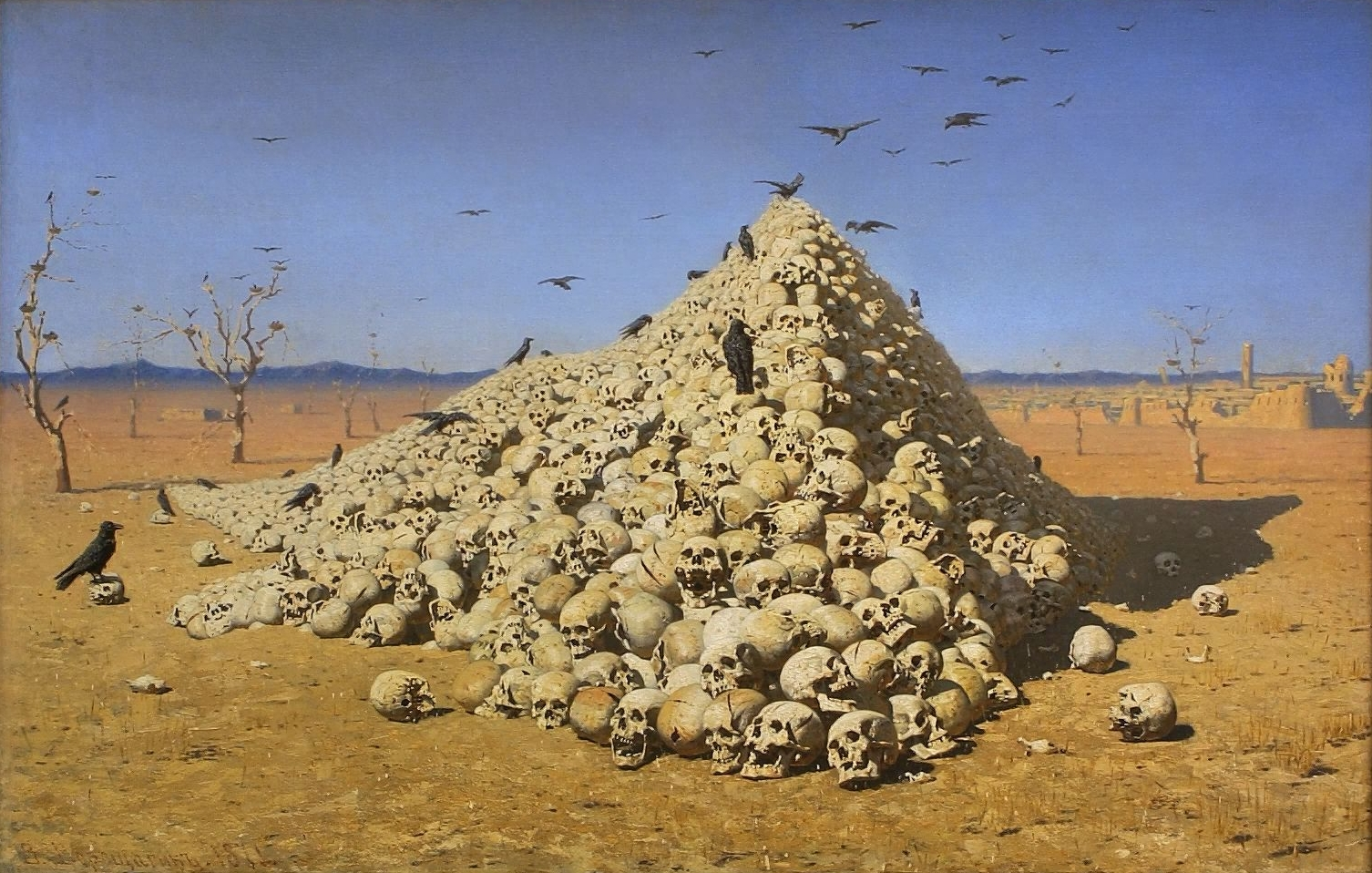
Apothéose de la guerre, Vassili Verechtchaguine, 1871, Galerie Tretiakov

### Peinture de genre
Durant la première moitié du XIXe siècle, deux courants se partagent la description de la vie russe dans des peintures de genre. L'un est représente par Alexeï Venetsianov et son école avec notamment ses élèves Nikifore Krylov et Alexeï Tyranov. L'autre est représenté par Pavel Fedotov et jettera les bases du réalisme critique en s'attaquant à des thèmes moraux et sociaux.
Les Ambulants vont s'inscrire dans cette seconde ligne, en tentant de dresser un tableau fidèle de l'existence quotidienne du peuple russe durant la seconde moitié du siècle.
Le réalisme utilitaire des Ambulants devait aboutir à la peinture de genre parce que c'était la seule peinture qui était susceptible d'intéresser le peuple, puis d'agir sur lui. Au sein des Ambulants on peut distinguer deux catégories : les amuseurs, conteurs d'anecdotes humoristiques ou sentimentales d'une part et de l'autre les justiciers qui flétrissent les vices de la société russe et éclairent l'opinion pour que les réformes suivent.
Vassili Perov fait partie du second groupe et inaugure le motif de la misère populaire. Il consacre aussi une partie de ses travaux à la pénible question du travail des enfants. En 1863 il séjourne à Paris et y connut certainement Gustave Courbet et Ernest Meissonier. C'est sous leur influence qu'il peint des scènes de rue avec des mendiants, des musiciens de rue, des badauds, des chiffonniers parisiens. Il demande rapidement son retour en Russie parce qu'il ne s'adapte pas dans ce milieu étranger. Il peut apparaître comme un continuateur de Pavel Fedotov estime Louis Réau mais il a un tempérament plus combatif. Il y a dans son œuvre une veine anticléricale qui est nouvelle en Russie et ses popes ivres font penser aux Curés en goguette de Courbet.
Alexandre Makovski, Constantin Makovski et Vladimir Makovski sont tous trois membres de la même famille et font partie du groupe des Ambulants.
Ilia Répine, avec son Visiteur inattendu évoque de manière émouvante, le retour du déporté et misérable rentrant comme un Enfant prodigue après des années de Sibérie.
Nikolaï Nevrev, qui a intitulé son tableau Marché, scènes de mœurs paysannes, peint en 1866 la scène de vente d'une belle serve par son propriétaire à un nouveau maître. Ce dernier vend comme s'il était maquignon occupé à réaliser son bétail, sans état d'âme, dans une indifférence parfaite.

Peinture de genre
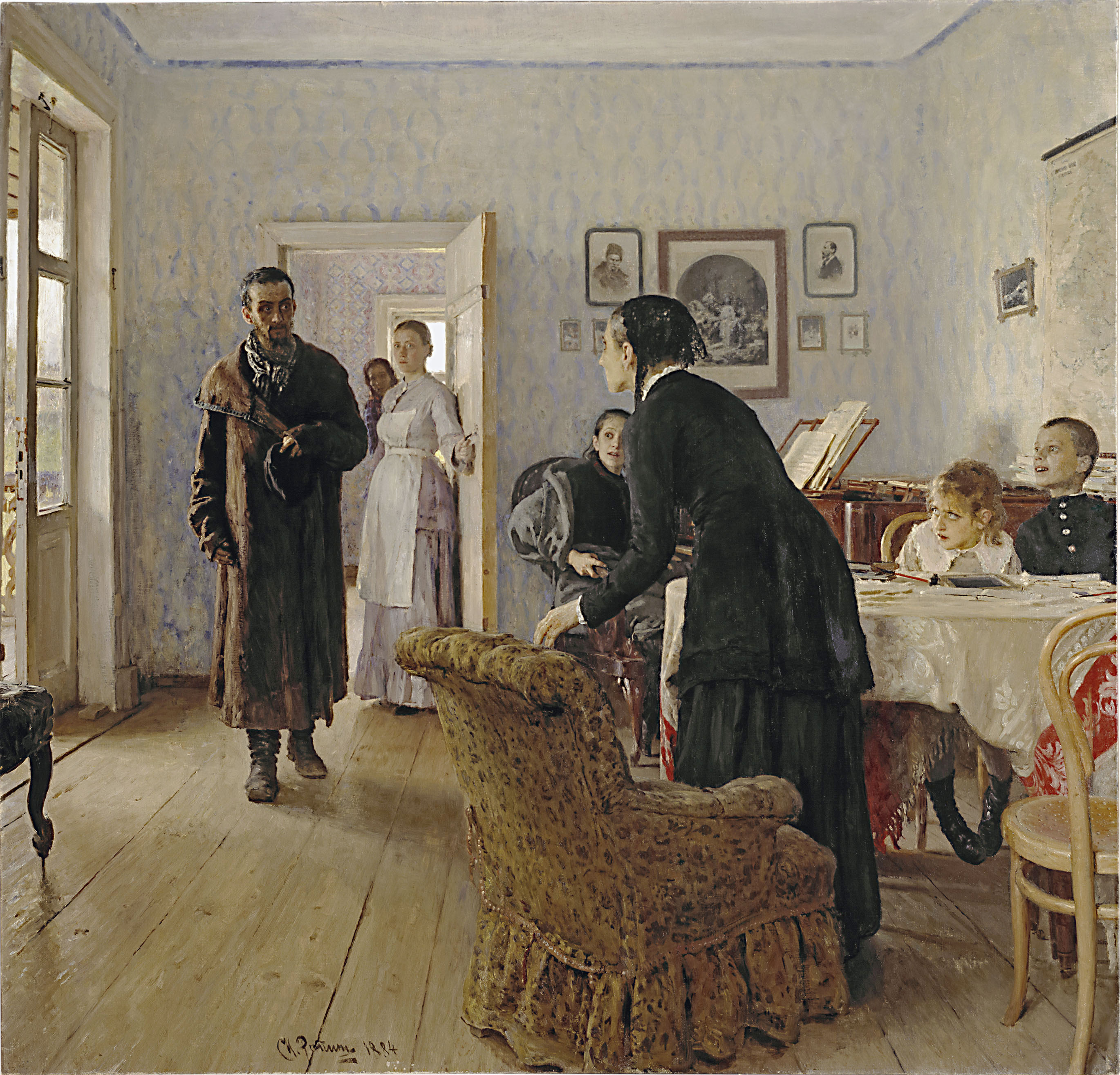
Ilia Répine, Visiteur inattendu
Vassili Perov, Les Chasseurs à la halte, 1871
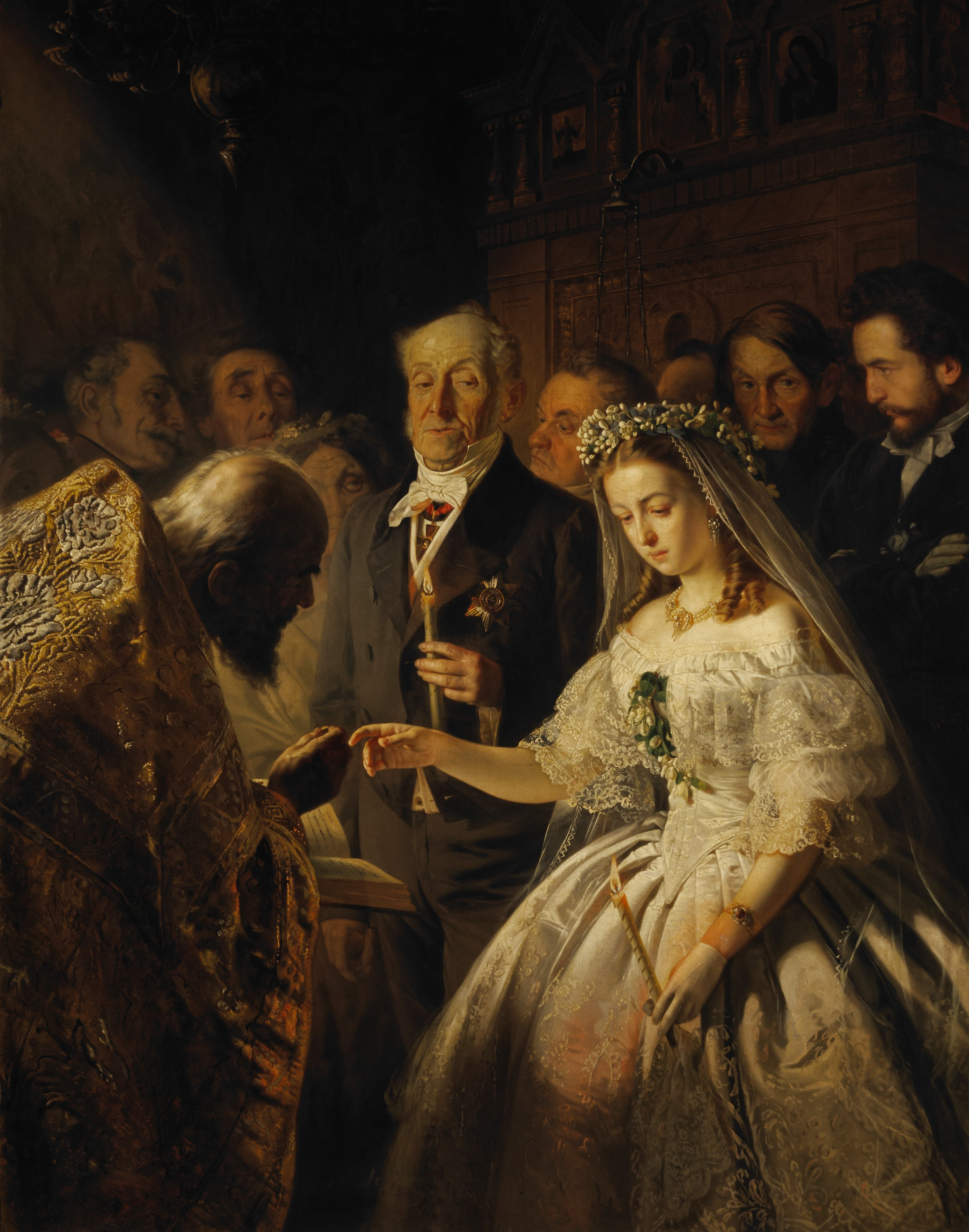
Vassili Poukirev, L'Union mal assortie
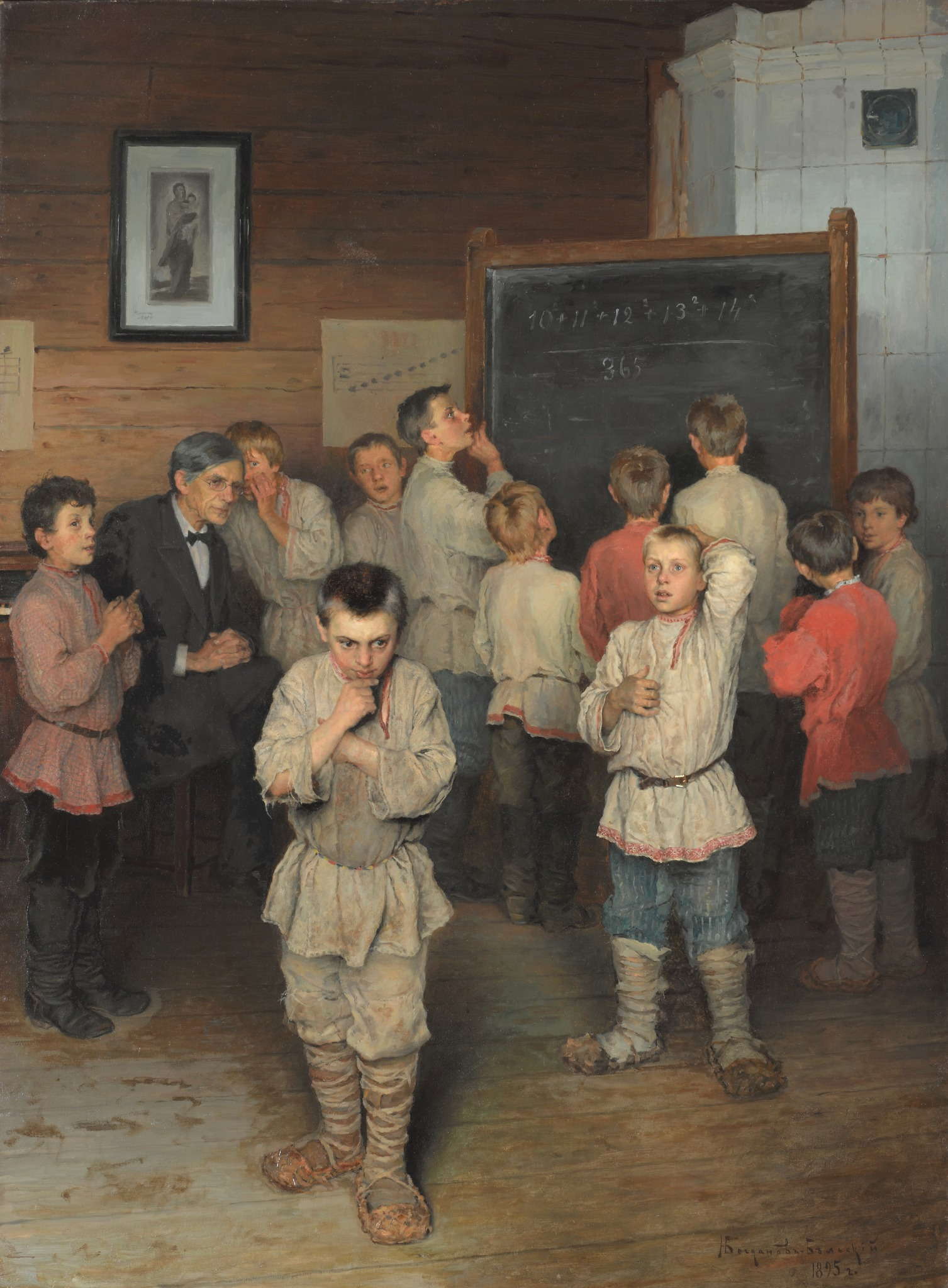
Nikolaï Bogdanov-Belski, Calcul mental à l'école populaire
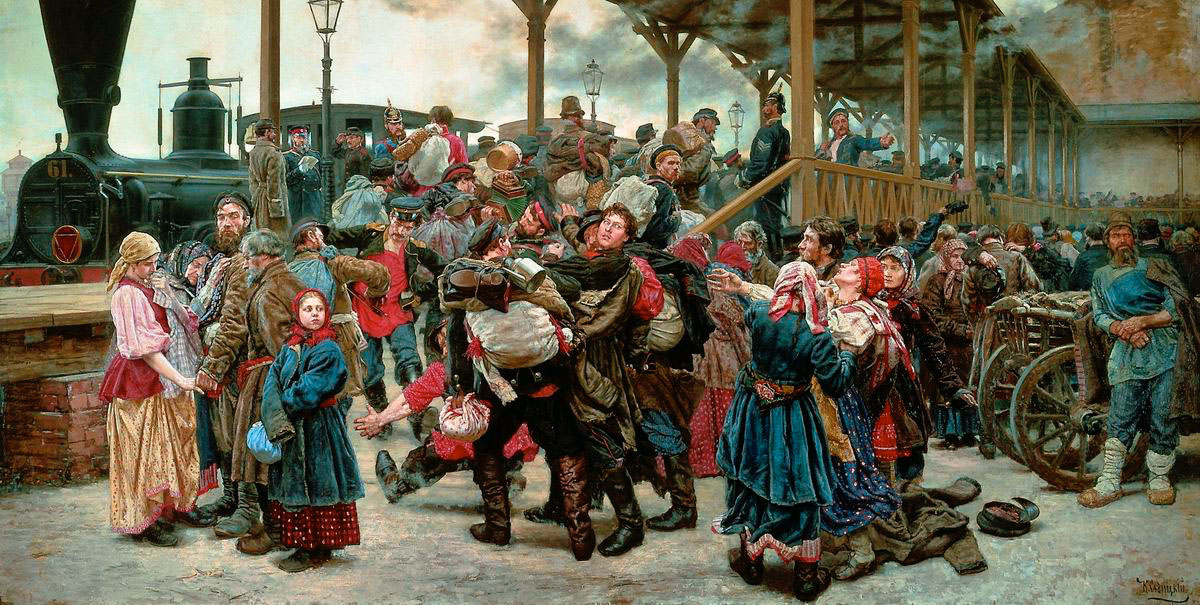
Constantin Savitski, À la Guerre
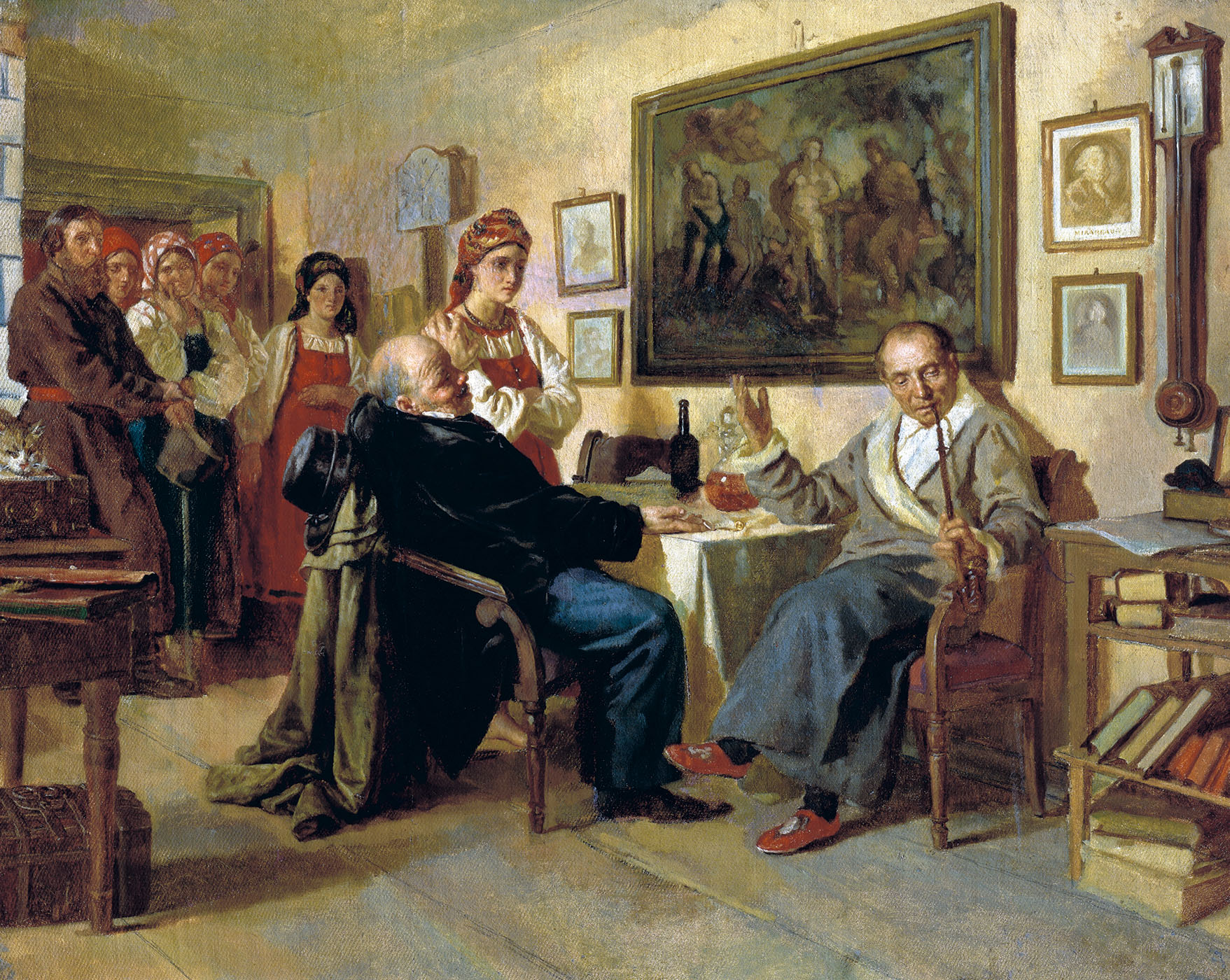
Nikolaï Nevrev, Vente d'une serve, 1866, Galerie Tretiakov.

### Sujets légendaires
C'est grâce aux Ambulants que ce genre apparaît en Russie. Ses sources proviennent des bylines et des vieux contes populaires légendaires et féériques. Viktor Vasnetsov en a tiré des épisodes de princesses des eaux, de preux chevaliers, de batailles sanglantes. Vasnetsov est aussi peintre qui réalise des décors de théâtre. C'est lui qui a réalisé les décors et les esquisses des costumes pour l'opéra de Rimski-Korsakov La Fille des neiges. C'est lui qui a donné naissance à toute une école de jeunes décorateurs qui ont marqué le théâtre après lui.

Légendes
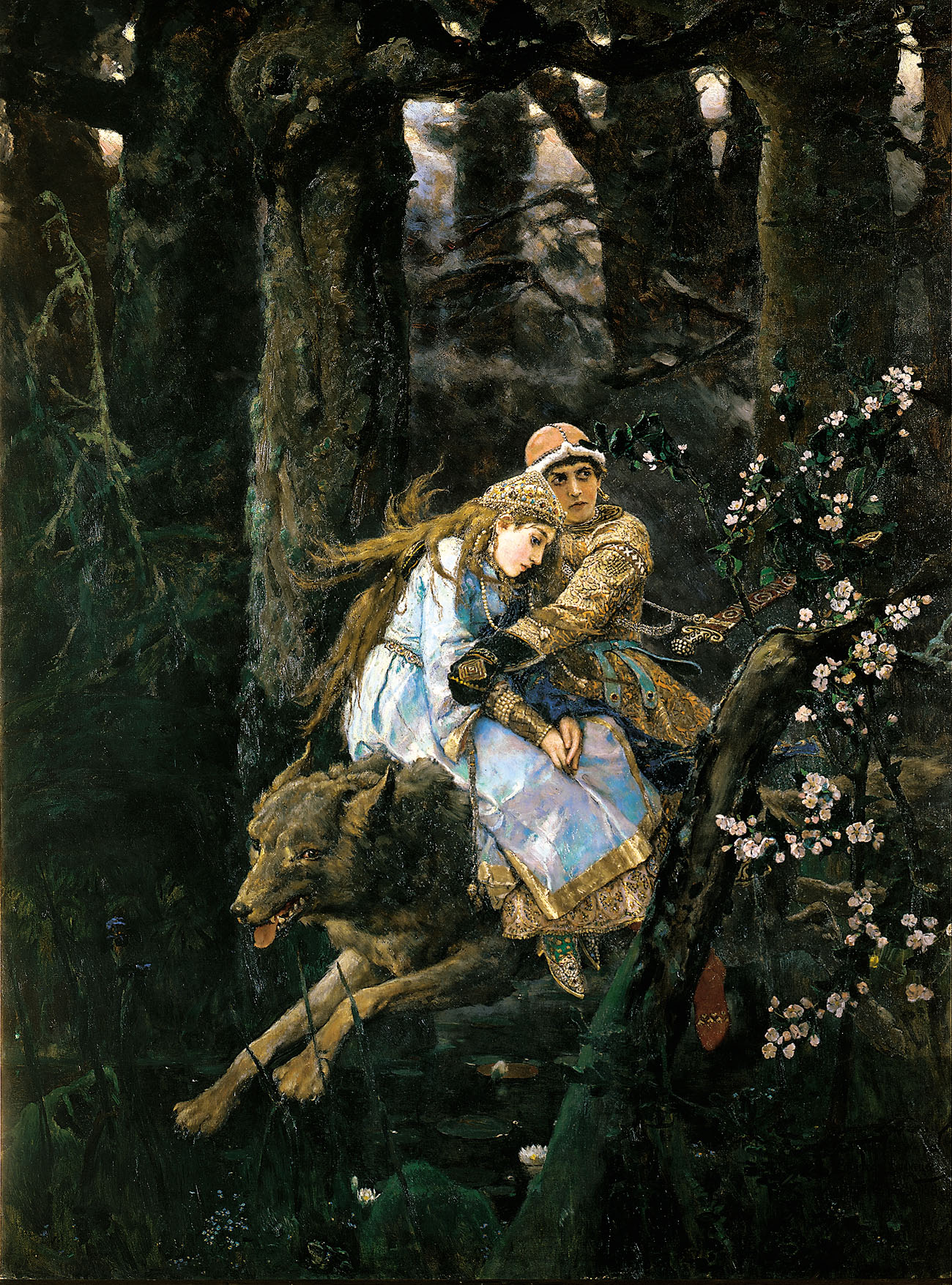
Viktor Vasnetsov Ivan Tsarévitch chevauchant le loup gris
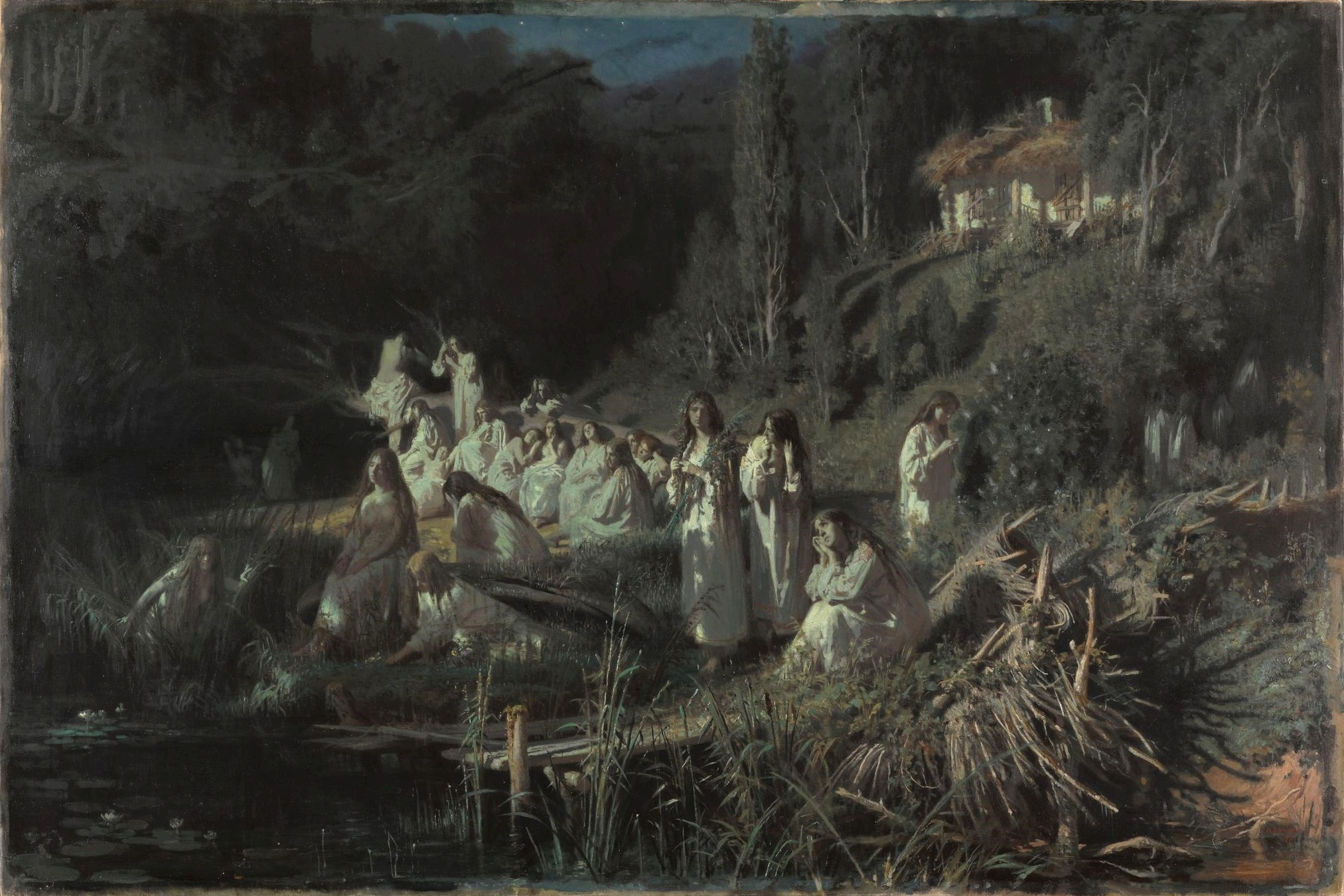
Ivan Kramskoï, Roussalka
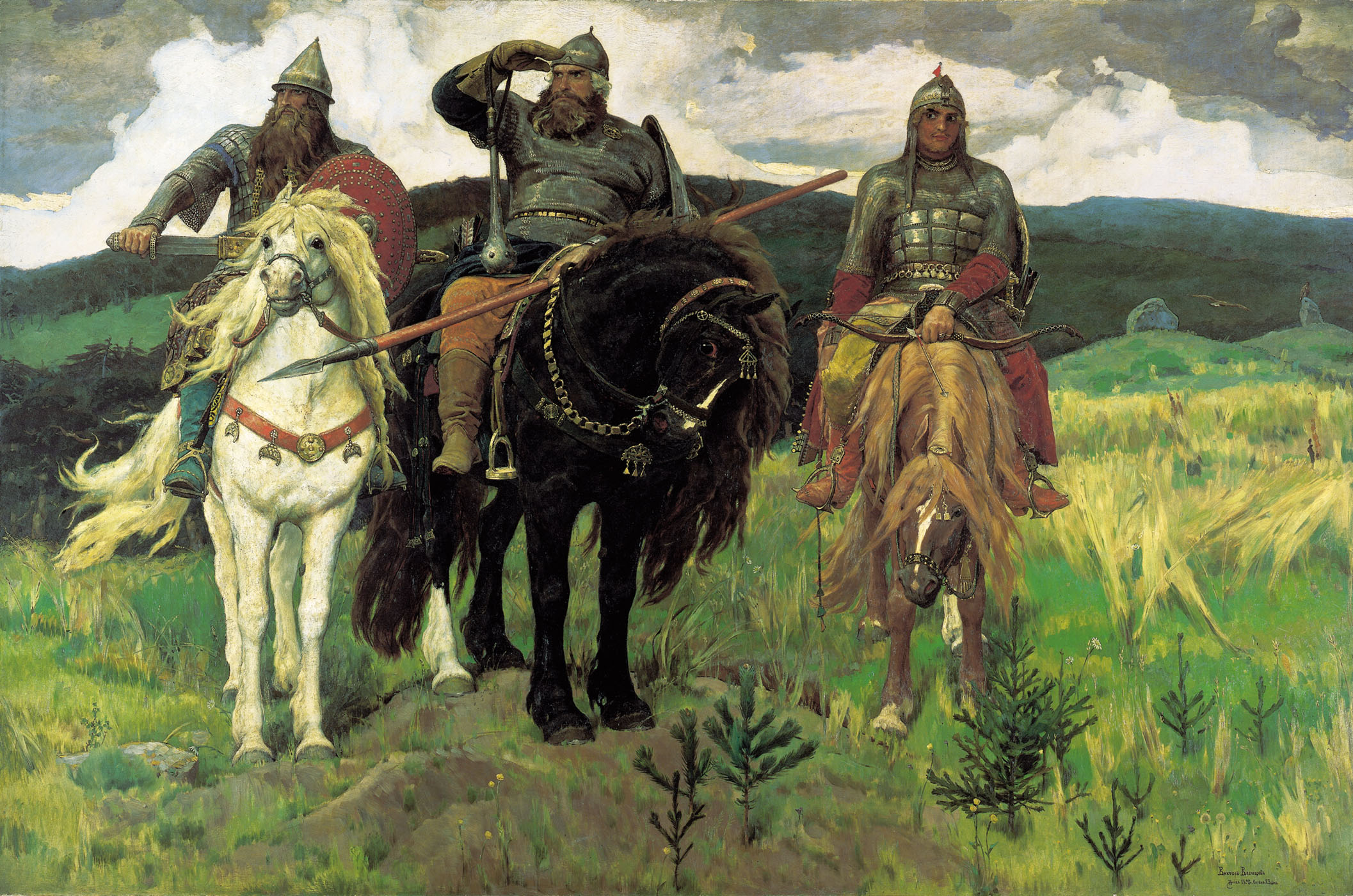
Aliocha Popovitch, Dobrynya Nikititch et Ilia Mouromets sont représentés ensemble dans le célèbre tableau de Viktor Vasnetsov, Les Bogatyrs (1898).

## Le déclin des Ambulants

### Causes du déclin des Ambulants
Le groupe des Ambulants a été actif durant trente ans. Puis, éblouis par les succès qu'ils avaient connus, ils ne se sont pas rendu compte de la stagnation dans laquelle ils végétaient. Plus de recherches, plus de voies nouvelles, comme en connaissait l'Europe occidentale. Peut-être ont-ils comme excuse l'admiration que leur vouait le public russe. Ils ont en tout cas négligé l'aspect esthétique dans leurs œuvres au profit des idées sociales.
L'insuffisance de leurs connaissances techniques a également nuit aux Ambulants. Selon Sergueï Chtcherbatov les académies n'enseignaient pas correctement le métier. Il remarque sur ce plan que certains mettent des couches d'huile sur des couches encore fraîches de la séance précédente ce qui provoque le noircissement des tons des tableaux. D'autres utilisent de l'huile de pétrole la plus ordinaire qui jaunit avec le temps.
Les critiques d'art et artistes eux-mêmes Anna Ostroumova-Lebedeva, ou encore Igor Grabar, font les mêmes remarques .
La dépendance des Ambulants à la littérature et leur infériorité par rapport à celle-ci a compromis leur prestige. Les thèmes utilisés par les peintres étaient les mêmes que ceux de la littérature classique russe du XIXe siècle. Ainsi le révolutionnaire du tableau Visiteur inattendu semble sortir tout droit des romans des écrivains russes révolutionnaires-démocrates. Mais la peinture réaliste, purement narrative et descriptive restait trop plate par rapport à la littérature d'accusation. Celle-ci utilisait toutes ses forces pour éveiller la conscience du public à la protestation contre les tares de la société.
Sur le plan de l'anticléricalisme, les Ambulants reflètent dans leurs tableaux les idées antireligieuses de Dmitri Pissarev ou de Nicolas Pomialovski. Parmi ces œuvres des Ambulants, celle d'Ilia Répine, Procession religieuse dans la province de Koursk, est un bel exemple, proche dans son esprit d'Un enterrement à Ornans de Gustave Courbet. D'autres, comme Vassili Perov prennent pour cible le comportement des popes portés vers la boisson.
L'arbitraire auquel étaient soumis les jeunes serves et que l'écrivain Nicolas Gogol avait décrit dans Les Âmes mortes est repris par Nikolaï Nevrev avec sa toile Vente d'une serve.
Le travail des enfants mineurs n'était pas protégé par la loi. La tragédie de ces enfants sans défense a été décrite par des écrivains tels que Tchekhov, Gorki, Saltykov-Chtchedrine, Tourgueniev. Les Ambulants ne sont pas restés à l'écart et ont dénoncé ce scandale mais ont souvent donné une note plus souriante, moins tragique, à la sombre réalité, comme chez Vassili Perov ou Vladimir Makovski.
Les Ambulants ont eu une influence capitale dans l'histoire de l'art russe. En puisant leur inspiration dans la vie russe ils ont rendu la peinture accessible à toutes les couches de la société. Ils ont dominé la vie artistique russe pendant une trentaine d'années. Mais, quand ils devront laisser la place à d'autres écoles, leur influence ne cessera pas pour autant et ils réapparaitront en Russie soviétique quand les canons du réalisme social auront été définis.
Ce sont leurs carences qui seront cause du déclin des Ambulants à la fin du XIXe siècle. Carences en matière technique, en matière esthétique. Ils privilégient de plus en plus l'anecdote, le moralisme, au détriment de la beauté formelle. Leur démocratisation de l'art a fait descendre celui-ci du style populaire au style villageois. Par rapport à la vision et l'ambition d'un Ivan Kramskoï les artistes se retrouvent dans un rétrécissement ne pouvant mener qu'à une impasse, note le critique d'art Boris Assafiev.
Il faudra attendre Andreï Riabouchkine, un ambulant classé « période tardive » mais qui participe déjà aux expositions de Mir Iskousstva, pour trouver des expériences artistiques différentes. Son art est à la charnière qui relie le mouvement des Ambulants de ceux qui lui ont succédé .

## Fondateurs
- Ivan Chichkine (1832-1898)
- Nikolaï Gay (1831-1894)
- Valeri Iakobi (ru) (1834-1902)
- Lev Kamenev (1833-1886)
- Mikhaïl Klodt (1833-1902)
- Mikhaïl Petrovitch Klodt (ru) (1835-1914)
- Alekseï Korzoukhine (1835-1894)
- Ivan Kramskoï (1837-1887)
- Kirill Lemokh (1841-1910)
- Konstantin Makovski (1839-1915)
- Nikolaï Makovski (1841-1886)
- Grigori Miassoïedov (1834-1911)
- Vassili Perov (1834-1882)
- Illarion Prianichnikov [1840-1894)
- Alekseï Savrassov (1830-1897)

## Membres
- Alekseï Afanassiev (1850-1920)
- Vladimir Ammon (1826-1879)
- Sergueï Ammossov (1837-1886)
- Nikolaï Andreïev (1873-1932)
- Abram Arkhipov (1862-1930)
- Vassili Bakcheïev (1862-1958)
- Konstantine Bakhtine (ru) (1873-1930)
- Aleksandre Beggrov (ru) (1841-1914)
- Vladimir Beklemichev (1861-1919)
- Vitold Bialynitski-Biroulia (1872-1957)
- Nikolaï Bodarevski (ru) (1850-1921)
- Vassili Bogatyriov (ru) (1871-1941)
- Ivan Bogdanov (1855-1932)
- Nikolaï Bogdanov-Belski (1868-1945)
- Alekseï Bogolioubov (1824-1896)
- Pavel Brioullov (1840-1914)
- Fiodor Bronnikov (1827-1902)
- Emilia Chanks (1857-1936)
- Mikhaïl Fiodorovitch Chemiakine (ru) (1875-1944)
- Andreï Childer (ru) (1861-1919)
- Nikolaï Choulpinov (ru) (1885-1921)
- Dmitri Chtcherbinovski (1867-1926)
- Nikolaï Dossekine (ru) (1863-1935)
- Nikolaï Doubovskoï (1859-1918)
- Titus Dvornikov (ru) (1862-1922)
- Ivan Endogourov (ru) (1861-1898)
- Nikolaï Fechine (1881-1955)
- Constantin Gorbatov (1876-1945)
- Alexeï Harlamov (1840-1925)
- Kārlis Hūns (1831-1877)
- Nikolaï Iarochenko (1846-1898)
- Grigori Iartsev (ru) (1858-1918)
- Alekseï Issoupov (ru) (1889-1957)
- Sergueï Ivanov (1864-1910)
- Stanislav Joukovski (1873-1944)
- Nikolaï Kassatkine (1859-1930)
- Piotr Keline (ru) (1874-1946)
- Nikolaï Kholiavine (ru) (1874-1924)
- Aleksandre Kisseliov (1838-1911)
- Alexeï Korine (1865-1923)
- Kyriak Kostandi (1852-1921)
- Arkhip Kouïndji (1841-1910)
- Nikolaï Kouznetsov (1850-1929)
- Arnold Lakhovski (ru) (1880-1937)
- Klavdi Lebedev (1852-1916)
- Alexeï Kravtchenko (ru) (1889-1940)
- Iouri Leman (ru) (1843-1901)
- Isaac Levitan (1860-1900)
- Rafail Levitsky (1847-1940)
- Ernest Lissner (ru) (1874-1941)
- Aleksandre Litovtchenko (1835-1890)
- Vladimir Makovski (1846-1920)
- Sergueï Malioutine (1859-1937)
- Alexandre Makovski (1869-1924)
- Vassili Maksimov (1844-1911)
- Sergueï Miloradovitch (1851-1943)
- Iakov Mintchenkov (1871-1938)
- Aleksandr Moravov (ru) (1878-1951)
- Anatoli Moukhine (ru) (1874-1924)
- Aleksandr Mourachko (1875-1919)
- Mikhaïl Nesterov (1862-1942)
- Nikolaï Nevrev (1830-1904)
- Semion Nikiforov (ru) (1877-1912)
- Piotr Nilous (1869-1943)
- Nikolaï Vassilievitch Orlov (ru) (1863-1924)
- Ilya Ostroukhov (1858-1929)
- Konstantin Pervoukhine (1863-1915)
- Piotr Petrovitchev (1874-1947)
- Ivan Pokhitonov (1850-1923)
- Leonid Pozen (ru) (1849-1921)
- Mykola Pymonenko (1862-1912)
- Vassili Polenov (1844-1927)
- Lukian Popov (1873-1914)
- Pavel Radimov (ru) (1887-1967)
- Afanassi Razmaritsyne (ru) (1844-1917)
- Ilia Répine (1844-1930)
- Iouri Repine (1877-1954)
- Sergueï Riabouchinski (ru) (1872-1936)
- Antonina Rjevskaïa (1861-1934)
- Gueorgui Savitski (ru) (1887-1949)
- Konstantine Savitski (1844-1905)
- Valentin Serov (1865-1911)
- Vladimir Ivanovitch Sokolov (ru) (1872-1946)
- Vardges Sureniants (1860-1921)
- Vassili Sourikov (1848-1916)
- Alekseï Stepanov (1858-1923)
- Vassili Svarog (ru) (1883-1946)
- Sergueï Svetoslavski (1857-1931)
- Vitali Tikhov (ru) (1876-1939)
- Leonard Tourjanski (1875-1945)
- Apollinaire Vasnetsov (1856-1933)
- Viktor Vasnetsov (1848-1926)
- Sergueï Vinogradov (1869-1938)
- Efim Volkov (1844-1920)
- Nikolaï Zagorski (ru) (1849-1893)
- Matveï Zaïtsev (ru) (1880-1942)
- Viktor Zarubin (1866-1928)

## Participants aux expositions non membres
- Emmanuel Aladjalov (1862-1934)
- Mark Antokolski (1843-1902), sculpteur
- Sedrak Arakelian (ru) (1884-1942)
- Nikolaï Bajine (ru) (1856-1917)
- Viktor Batourine (ru) (1863-1938)
- Vassili Beliaïev (ru) (1867-1928)
- Pavel Benkov (ru) (1879-1949)
- Nikolaï Bogatov (ru) (1854-1935)
- Nikolaï Grigorievitch Bogdanov (ru) (1850-1892)
- Vladimir Bogdanov (ru) (1863-1921)
- Mikhaïl Botkine (ru) (1839-1914)
- Evgueni Boukovetski (ru) (1866-1948)
- David Bourliouk (1882-1967)
- Alexandre Boutchkouri (ru) (1870-1942)
- Isaak Brodski (1884-1939)
- Nikolaï Bykovski (ru) (1834-1917)
- Mikhaïl Chestiorkine (ru) (1866-1908)
- Paul Chmaroff (1874-1950)
- Alexandre Chouryguine (ru) (1862-?)
- Vladimir Domogatski (ru) (1876-1939), sculpteur
- Ivan Drozdov (ru) (1880-1939)
- Eugen Dücker (1841-1916)
- Nikolaï Ellert (ru) (1831/1845-1901)
- Alexandre Golovine(1863-1930)
- Gavriil Gorelov (ru) (1880-1966)
- Ivan Gorokhov (ru) (1863-1934)
- Ivan Gougounava (ru) (1860-1919)
- Mikhaïl Goujavine (ru) (1888-1931)
- Nikolaï Grandkovski (ru) (1864-1907)
- Nicolas Gritsenko (1856-1900)
- Alexandre Guerassimov (1881-1963)
- Ilya Guinzbourg (1859-1939)
- Boris Iakovlev (1890-1972)
- Vassili Nikolaïevitch Iakovlev (ru) (1893-1953)
- Mikhaïl Iarovoï (ru) (1864-1940)
- Fiodor Iasnovski (ru) (1833-1902)
- Mikhaïl Ivanovitch Ignatiev (ru) (1870-1934)
- Iekaterina Ioungue (1843-1913)
- Konstantine Iouon (1875-1958)
- Firs Jouravliov (ru)
- Vassili Jouravilov (ru) (1881-1967)
- Nikolaï Kabanov (ru) (1877-1942)
- Anatoli Kaïgorodov (ru) (1878-1945)
- Ivan Leonidovitch Kalmykov (ru) (1866-1925)
- Fiodor Kamenski (ru) (1836-1913), sculpteur
- Anton Kandaourov (1863-1930)
- Anna Karinskaïa (1871-1931)
- Evgueni Katzman (ru) (1890-1976)
- Ivan Kazakov (ru) (1873-1935)
- Nikolaï Khokhriakov (ru) (1857-1928)
- Gueorgui Khrouslov (1861-1913)
- Solomon Kichiniovski (ru) (1862-1941/1942)
- Nikolaï Klodt (1865-1918)
- Alexeï Kokel (ru) (1880-1956)
- Dmitri Koloupaïev (1883-1954)
- Konstantin Korovine (1861-1939)
- Sergueï Korovine (1858-1908)
- Vladimir Alexandrovitch Kouznetsov (ru) (1874-1960)
- Vassili Kraïniov (ru) (1879-1955)
- Iossif Kratchkovski (ru) (1854-1914)
- Constantin Kryjitski (1858-1911)
- Mikhaïl Leblan (ru) (1875-1940)
- Piotr Levtchenko (ru) (1856-1917)
- Alexandra Makovskaïa (1837-1915)
- Philippe Maliavine (1869-1940)
- Mikhaïl Malychev (ru) (1852-1912)
- Dmitri Marten (ru) (1860-1918)
- Porfiri Martynovitch (1856-1933)
- Nikolaï Sergueïevitch Matveïev (1855-1939)
- Vassili Nikititch Mechkov (1867-1946)
- Vassili Vassilievitch Mechkov (ru) (1893-1963)
- Nikolaï Mechtcherine (1864-1916)
- Arseni Mechtcherski (1834-1902)
- Vladimir Menk (1856-1920)
- Ivan Miassoïedov (1881-1953)
- Fiodor Modorov (1890-1967)
- Leonid Pasternak (1862-1945)
- Ivan Pelevine (ru) (1840-1917)
- Vassili Perepliotchikov (1863-1918)
- Vladimir Perov (ru) (1868-1898)
- Iekaterina Petrokokino (1852-1939)
- Sigismund Piotrowicz (ru) (1862-?)
- Khariton Platonov (ru) (1842-1907)
- Elena Polenova (1850-1898)
- Sergueï Postnikov (ru) (1827-1880)
- Vladimir Pozdneïev (ru) (1867-1912)
- Semion Prokhorov (ru) (1873-1948)
- Vladimir Ptchioline (ru) (1869-1941)
- Mikhaïl Pypine (ru) (1874-1943)
- Fiodor Ivanovitch Rerberg (ru) (1865-1938)
- Andreï Riabouchkine (1861-1904)
- Nikolaï Sapounov (1880-1912)
- Viktor Simov (ru) (1858-1935)
- Alexandre Skalon (ru) (1874-1942)
- Mikhaïl Sokolov (ru) (1875-1953)
- Evgueni Stolitsa (ru) (1870-1929)
- Nikolaï Strounnikov (ru) (1871-1945)
- Grigori Svetlitski (ru) (1872-1948)
- Fedot Sytchkov (ru) (1870-1958)
- Eguiche Tadevossian (ru) (1870-1936)
- Efim Tcheptsov (1874-1950)
- Matveï Tchijov (1838-1916), sculpteur
- Filipp Tchirko (1859-1928)
- Alexandre Tchirkov (ru) (1865-1913)
- Iakov Tourlyguine (ru) (1857-1909)
- Nikolaï Tretiakov (ru) (1857-1896)
- Ossip Troïanovski (ru) (1867-?)
- Pavel Troubetskoï (1866-1938)
- Ivan Troutnev (1827-1912)
- Vassili Verechtchaguine (1842-1904)
- Ivan Vladimirov (ru) (1869-1947)
- Sergueï Volnoukhine (ru) (1859-1921), sculpteur
- Konstantine Vyssotski (ru) (1864-1938)
- Parmen Zabello (ru) (1830-1917)
- Andreï Zaretski (ru) (1864-1919)
- Iekaterina Zaroudnaïa-Kovas (1861-1917)

## Quelques œuvres caractéristiques

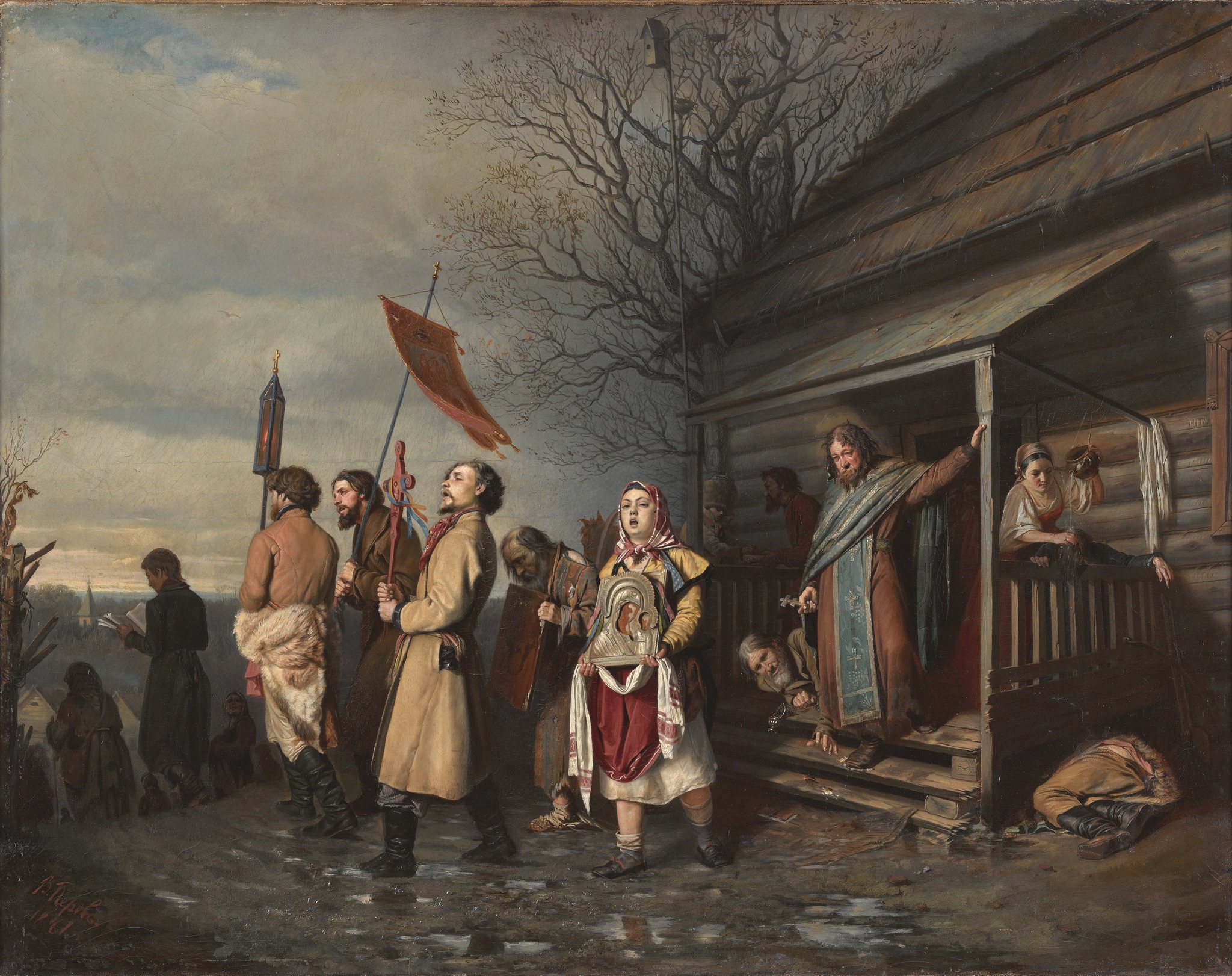
Procession pascale dans un village (Vassili Perov, 1861)
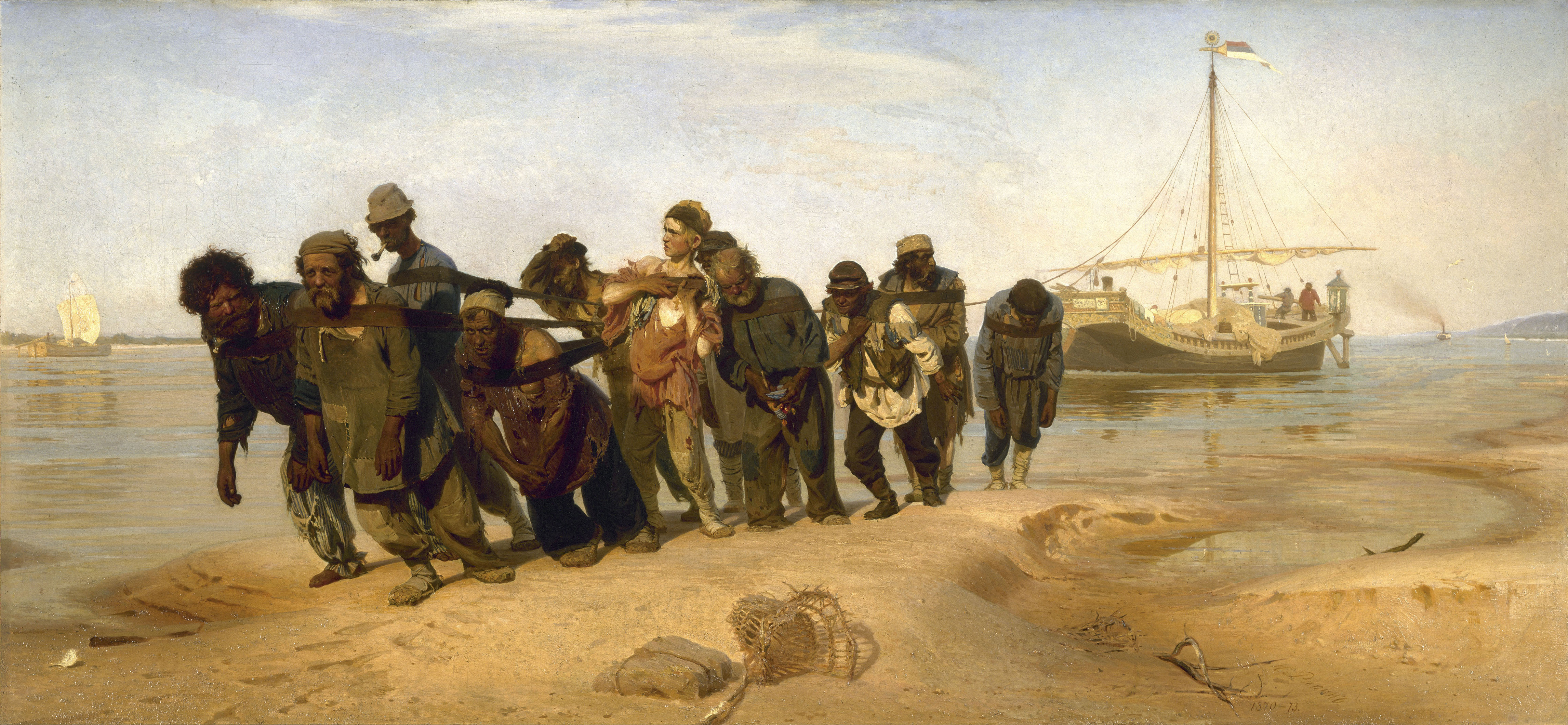
Les Hâleurs de la Volga (Ilia Répine, 1870-1873)
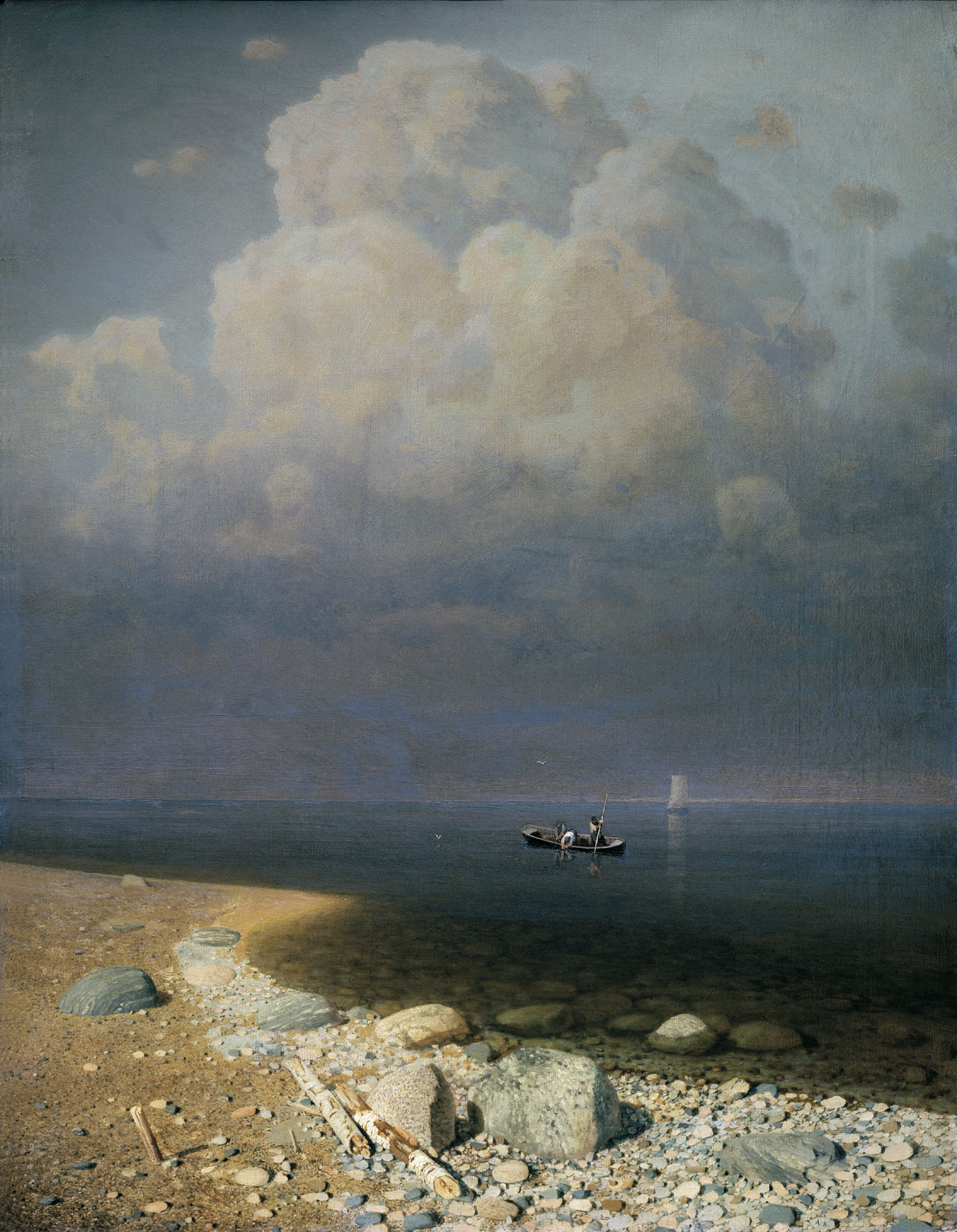
Lac Ladoga (Arkhip Kouïndji, 1873)
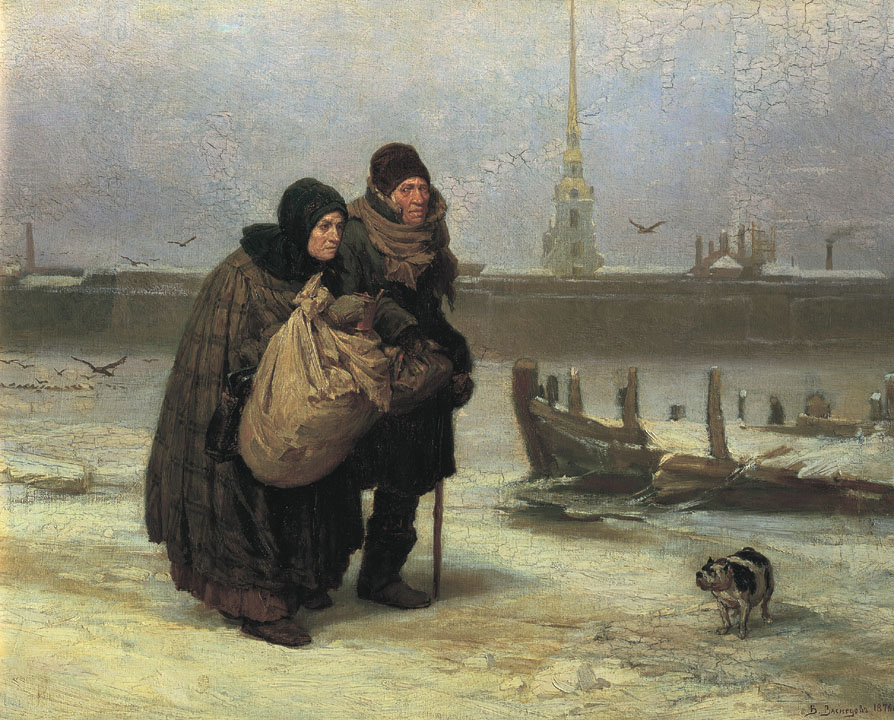
Le Déménagement (Viktor Vasnetsov, 1876)
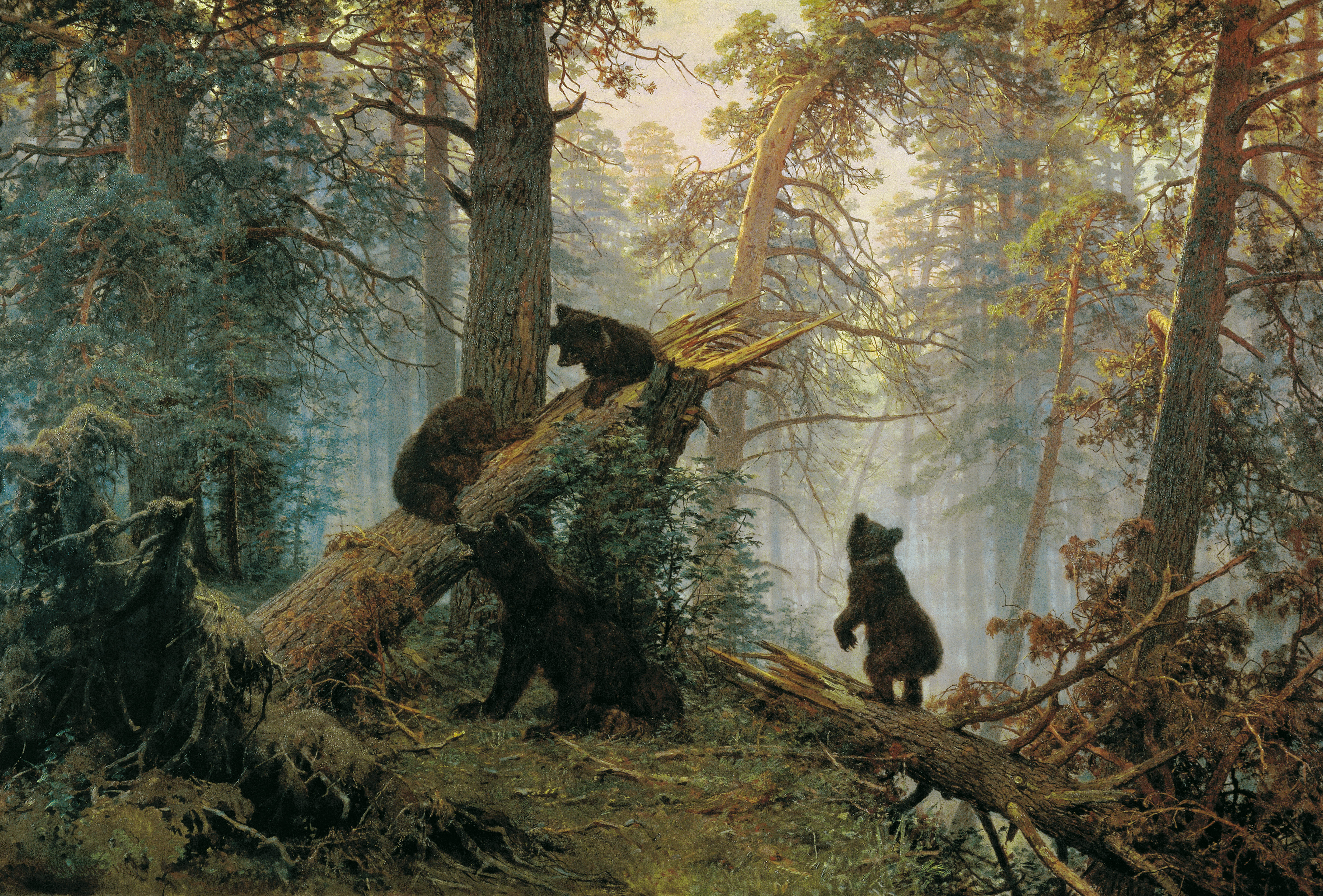
Un matin dans une forêt de pins (Ivan Chichkine, 1886)
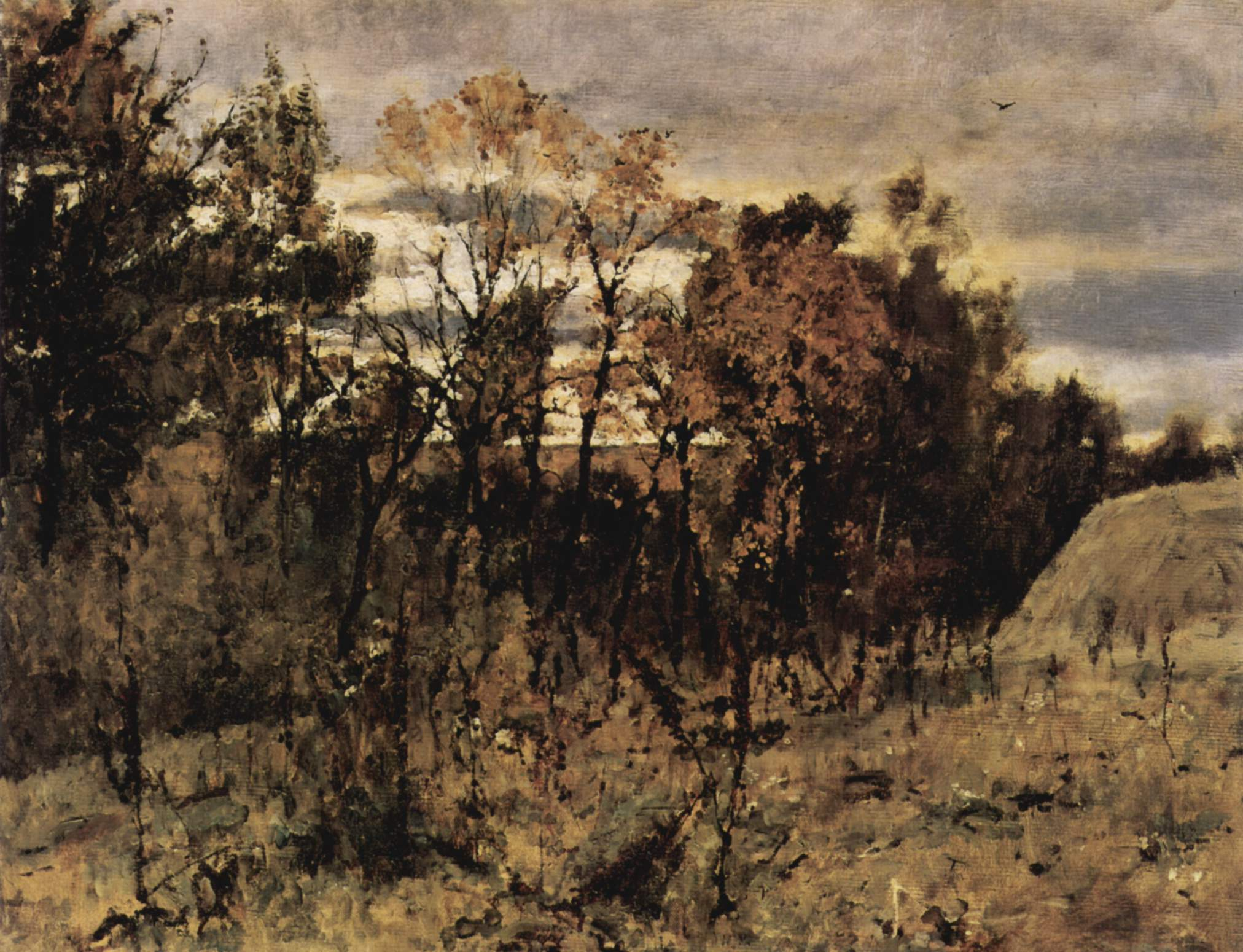
Soirée d'automne (Valentin Serov, 1886)
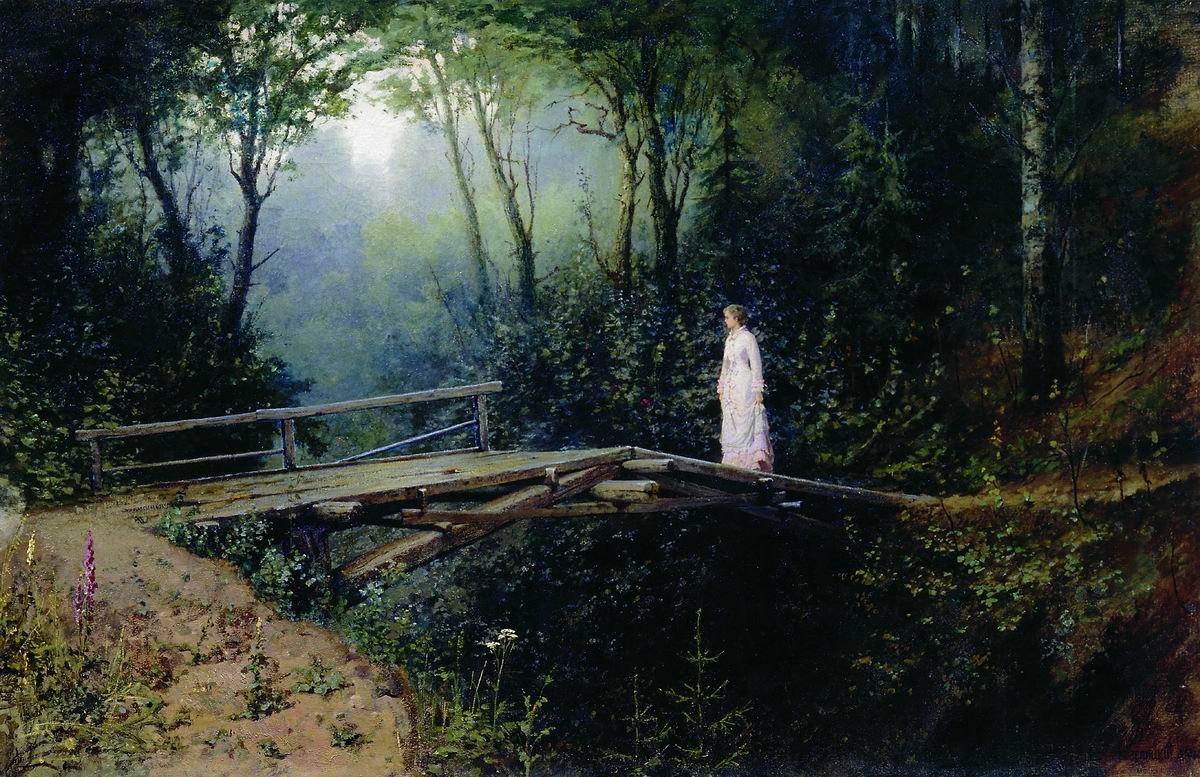
Le Pont dans les bois (Levitski, 1886)